# Thanh xuân có bạn (mùa 1)
Thanh xuân có bạn (tiếng Trung: 青春有你; bính âm: Qīngchūn yǒu nǐ; tiếng Anh: Youth with you), là một chương trình thực tế tuyển chọn nhóm nhạc nam của Trung Quốc, khởi chiếu vào ngày 21 tháng 1 năm 2019 trên nền tảng video iQIYI. Chương trình được xem là mùa thứ 2 của chương trình Idol Producer 2018 và là phiên bản mùa đầu tiên với tên Thanh xuân có bạn. Chương trình được dẫn dắt bởi các cố vấn Trương Nghệ Hưng, Lý Vinh Hạo, Thái Y Lâm, Từ Minh Hạo (The8), MC Jin và After Journey. Chương trình quy tụ 100 thực tập sinh đến từ các công ty giải trí khác nhau và chỉ chọn ra 9 thực tập sinh đứng đầu trong số tất cả các thực tập sinh ra mắt thông qua bình chọn của người xem. Vào ngày 6 tháng 4 năm 2019, 9 thí sinh cuối cùng đã ra mắt với cái tên UNINE.

## Khái niệm
Trong Thanh xuân có bạn đã quy tụ 100 thực tập sinh đến từ các công ty giải trí khác nhau hoặc thực tập sinh tự do, 9 thực tập sinh sẽ được lựa chọn thông qua phiếu bầu của người xem để thành lập một nhóm nhạc nam sau nhiều tuần đánh giá, biểu diễn và loại trừ.

## Cố vấn

### Chính
- Trương Nghệ Hưng - Giám đốc sản xuất (PD) và người thuyết trình[3]

- Lý Vinh Hạo — Cố vấn thanh nhạc[4]

- Thái Y Lâm — Cố vấn vũ đạo[5]

- Từ Minh Hạo (The8) — Huấn luyện viên vũ đạo[5]

- MC Jin — Cố vấn rap[5]

- After Journey — Huấn luyện viên rap[5]

### Cố vấn nghệ thuật
- Tưởng Đại Vi
- Hoàng Đậu Đậu
- Đằng Thỉ Sơ
- Vương Khiết Thực

### Cố vấn diễn xuất
- Tỉnh Bách Nhiên

## Danh sách thực tập sinh
Phân loại màu
- Rời khỏi chương trình
- Top 9 trong tuần
- Top 9 trong tuần (Chỉ trực tiếp)
- Thực tập sinh được giữ bằng phiếu bầu của nhóm Cố vấn nghệ thuật
- Đã được loại trong Tập 5
- Đã được loại trong Tập 8
- Đã được loại trong Tập 10
- Đã được loại trong Tập 12
- Thành viên cuối cùng của UNINE

| Công ty                                                         | Tên                        | Tuổi | Đánh giá lớp          | Đánh giá lớp          | Xếp hạng              | Xếp hạng              | Xếp hạng                    | Xếp hạng              | Xếp hạng              | Xếp hạng              | Xếp hạng                    | Xếp hạng              | Xếp hạng              | Xếp hạng                    | Xếp hạng              | Xếp hạng              | Xếp hạng              | Xếp hạng              | Xếp hạng              |                       |                       |
| Công ty                                                         | Tên                        | Tuổi | Đánh giá lớp          | Đánh giá lớp          | Tập 2                 | Tập 3                 | Tập 4 (Bình chọn trực tiếp) | Tập 5                 | Tập 5                 | Tập 6                 | Tập 7 (Bình chọn trực tiếp) | Tập 8                 | Tập 8                 | Tập 9 (Bình chọn trực tiếp) | Tập 10                | Tập 10                | Tập 12                | Tập 12                | Chung kết             |                       |                       |
| Công ty                                                         | Tên                        | Tuổi | 1                     | 2                     | #                     | #                     | #                           | #                     | Số phiếu              | #                     | #                           | #                     | Số phiếu              | #                           | #                     | Số phiếu              | #                     | Số phiếu              | Chung kết             |                       |                       |
| --------------------------------------------------------------- | -------------------------- | ---- | --------------------- | --------------------- | --------------------- | --------------------- | --------------------------- | --------------------- | --------------------- | --------------------- | --------------------------- | --------------------- | --------------------- | --------------------------- | --------------------- | --------------------- | --------------------- | --------------------- | --------------------- | --------------------- | --------------------- |
| AFSC Music Entertainent (AFSC音乐)                              | Vương Dịch (王奕)          | 31   | C                     | D                     | 37                    | 40                    | 25                          | 41                    | 392,737               | 42                    | 9                           | 20                    | 4,522,275             | 33                          | Đã bị loại            | Đã bị loại            | Đã bị loại            | Đã bị loại            | 38                    |                       |                       |
| SDT Entertainment (SDT娱乐)                                     | Thẩm Bác Hoài (沈博怀)     | 27   | D                     | B                     | 82                    | 66                    | 33                          | Đã bị loại            | Đã bị loại            | Đã bị loại            | Đã bị loại                  | Đã bị loại            | Đã bị loại            | Đã bị loại                  | Đã bị loại            | Đã bị loại            | Đã bị loại            | Đã bị loại            | 67-96                 |                       |                       |
| SDT Entertainment (SDT娱乐)                                     | Dương Triều Dương (杨朝阳) | 25   | D                     | D                     | 66                    | 52                    | 46                          | Đã bị loại            | Đã bị loại            | Đã bị loại            | Đã bị loại                  | Đã bị loại            | Đã bị loại            | Đã bị loại                  | Đã bị loại            | Đã bị loại            | Đã bị loại            | Đã bị loại            | 67-96                 |                       |                       |
| Skylimit Culture (一响天开)                                     | Cốc Lam Đế (谷蓝帝)        | 29   | D                     | D                     | 16                    | 21                    | 51                          | 25                    | 680,922               | 33                    | 7                           | 26                    | 4,243,969             | 15                          | Đã bị loại            | Đã bị loại            | Đã bị loại            | Đã bị loại            | 23                    |                       |                       |
| Shanghai Film and Television Company (上海影视传媒股份有限公司) | Trần Đào (陈涛)            | 24   | D                     | D                     | 20                    | 32                    | 11                          | 31                    | 553,694               | 16                    | 16                          | 18                    | 4,584,018             | 17                          | 20                    | 3,137,453             | 16                    | 552,592               | 16                    |                       |                       |
| In Hi Media (中喜合力)                                          | Anthony (安东尼)           | 27   | D                     | D                     | 22                    | 41                    | 51                          | 29                    | 574,694               | 28                    | 54                          | Đã bị loại            | Đã bị loại            | Đã bị loại                  | Đã bị loại            | Đã bị loại            | Đã bị loại            | Đã bị loại            | 46                    |                       |                       |
| In Hi Media (中喜合力)                                          | Đặng Tân (邓滨)            | 28   | D                     | D                     | 83                    | 65                    | 51                          | 28                    | 594,425               | 39                    | 61                          | Đã bị loại            | Đã bị loại            | Đã bị loại                  | Đã bị loại            | Đã bị loại            | Đã bị loại            | Đã bị loại            | 43                    |                       |                       |
| In Hi Media (中喜合力)                                          | Manny (曼尼)               | 25   | D                     | B                     | 85                    | 91                    | 51                          | Giữ lại               | Giữ lại               | 37                    | 45                          | Đã bị loại            | Đã bị loại            | Đã bị loại                  | Đã bị loại            | Đã bị loại            | Đã bị loại            | Đã bị loại            | 58                    |                       |                       |
| In Hi Media (中喜合力)                                          | Khâu Bạc Hàn (邱薄翰)      | 28   | D                     | A                     | 89                    | 95                    | 51                          | 59                    | 285,884               | 41                    | 56                          | Đã bị loại            | Đã bị loại            | Đã bị loại                  | Đã bị loại            | Đã bị loại            | Đã bị loại            | Đã bị loại            | 53                    |                       |                       |
| In Hi Media (中喜合力)                                          | Vương Tân Vũ (王新宇)      | 28   | D                     | C                     | 56                    | 81                    | 51                          | 46                    | 342,761               | 30                    | 42                          | Đã bị loại            | Đã bị loại            | Đã bị loại                  | Đã bị loại            | Đã bị loại            | Đã bị loại            | Đã bị loại            | 48                    |                       |                       |
| China Star Entertainment (中星娱乐)                             | Lý Do (李由)               | 27   | C                     | C                     | 45                    | 58                    | 51                          | 38                    | 443,310               | 53                    | 39                          | Đã bị loại            | Đã bị loại            | Đã bị loại                  | Đã bị loại            | Đã bị loại            | Đã bị loại            | Đã bị loại            | 54                    |                       |                       |
| Yuehua Entertainment (乐华娱乐)                                 | Hồ Xuân Dương (胡春杨)     | 26   | C                     | D                     | 6                     | 3                     | 9                           | 5                     | 4,377,653             | 5                     | 2                           | 3                     | 10,531,278            | 4                           | 5                     | 6,176,167             | 6                     | 4,427,507             | 6                     |                       |                       |
| Yuehua Entertainment (乐华娱乐)                                 | Hồ Văn Huyên (胡文煊)      | 25   | C                     | C                     | 21                    | 19                    | 8                           | 15                    | 1,091,316             | 15                    | 17                          | 24                    | 4,258,592             | 13                          | Đã bị loại            | Đã bị loại            | Đã bị loại            | Đã bị loại            | 24                    |                       |                       |
| Yuehua Entertainment (乐华娱乐)                                 | Lý Vấn Hàn (李汶翰)        | 30   | B                     | A                     | 2                     | 1                     | 15                          | 1                     | 7,373,402             | 1                     | 4                           | 1                     | 17,472,473            | 1                           | 1                     | 9,277,879             | 1                     | 8,457,091             | 1                     |                       |                       |
| AM8 Entrertainment (亚美娱乐)                                   | Casper (卡斯柏)            | 34   | B                     | A                     | 7                     | Rời khỏi chương trình | Rời khỏi chương trình       | Rời khỏi chương trình | Rời khỏi chương trình | Rời khỏi chương trình | Rời khỏi chương trình       | Rời khỏi chương trình | Rời khỏi chương trình | Rời khỏi chương trình       | Rời khỏi chương trình | Rời khỏi chương trình | Rời khỏi chương trình | Rời khỏi chương trình | Rời khỏi chương trình |                       |                       |
| Individual Trainee                                              | Liên Hoài Vĩ (连淮伟)      | 27   | B                     | A                     | 3                     | 5                     | 51                          | 6                     | 3,668,394             | 6                     | 18                          | 6                     | 7,591,084             | 10                          | 12                    | 4,404,978             | 10                    | 3,499,722             | 10                    |                       |                       |
| E Star Plus (亿星明加)                                          | Lâm Du Thực (林渝植)       | 31   | C                     | C                     | 38                    | 74                    | 29                          | 48                    | 339,243               | 46                    | 32                          | 35                    | 3,905,044             | 33                          | Đã bị loại            | Đã bị loại            | Đã bị loại            | Đã bị loại            | 31                    |                       |                       |
| G&Y Culture (光印文化)                                          | Phó Hoằng Dịch (傅弘奕)    | 30   | F                     | D                     | 59                    | 89                    | 21                          | Giữ lại               | Giữ lại               | 50                    | 31                          | Đã bị loại            | Đã bị loại            | Đã bị loại                  | Đã bị loại            | Đã bị loại            | Đã bị loại            | Đã bị loại            | 51                    |                       |                       |
| M Academy China (勤嘉文化)                                      | Vu Lăng Ngạo (于凌傲)      | 31   | C                     | B                     | 57                    | 42                    | 41                          | Đã bị loại            | Đã bị loại            | Đã bị loại            | Đã bị loại                  | Đã bị loại            | Đã bị loại            | Đã bị loại                  | Đã bị loại            | Đã bị loại            | Đã bị loại            | Đã bị loại            | 67-96                 |                       |                       |
| Star Master Entertainment (匠星娱乐)                            | Gia Nghệ (嘉羿)            | 26   | B                     | A                     | 4                     | 4                     | 6                           | 4                     | 6,025,757             | 2                     | 19                          | 5                     | 8,431,253             | 5                           | 6                     | 6,029,017             | 5                     | 4,768,211             | 5                     |                       |                       |
| Star Master Entertainment (匠星娱乐)                            | Cận Phàm (靳凡)            | 30   | D                     | B                     | 49                    | 83                    | 32                          | Đã bị loại            | Đã bị loại            | Đã bị loại            | Đã bị loại                  | Đã bị loại            | Đã bị loại            | Đã bị loại                  | Đã bị loại            | Đã bị loại            | Đã bị loại            | Đã bị loại            | 67-96                 |                       |                       |
| Star Master Entertainment (匠星娱乐)                            | Lâm Mạch (林陌)            | 32   | C                     | C                     | 17                    | 16                    | 4                           | 16                    | 1,016,843             | 14                    | 28                          | 17                    | 4,941,035             | 16                          | 16                    | 3,327,157             | 14                    | 890,607               | 14                    |                       |                       |
| Star Master Entertainment (匠星娱乐)                            | Triển Vũ (展羽)            | 27   | D                     | B                     | 34                    | 69                    | 25                          | 47                    | 339,864               | 40                    | 37                          | Giữ lại               | Giữ lại               | 25                          | Đã bị loại            | Đã bị loại            | Đã bị loại            | Đã bị loại            | 33                    |                       |                       |
| Star Master Entertainment (匠星娱乐)                            | Quyến Nam (圳南)           | 31   | C                     | D                     | 51                    | 77                    | 49                          | Đã bị loại            | Đã bị loại            | Đã bị loại            | Đã bị loại                  | Đã bị loại            | Đã bị loại            | Đã bị loại                  | Đã bị loại            | Đã bị loại            | Đã bị loại            | Đã bị loại            | 63                    |                       |                       |
| CAST PLANET (卡司星球)                                          | Quản Nhạc (管栎)           | 31   | B                     | A                     | 8                     | 6                     | 17                          | 3                     | 6,322,775             | 3                     | 3                           | 2                     | 11,440,233            | 2                           | 2                     | 7,645,619             | 4                     | 4,938,914             | 4                     |                       |                       |
| CAST PLANET (卡司星球)                                          | Thẩm Quần Phong (沈群丰)   | 28   | D                     | F                     | 58                    | 75                    | 31                          | 42                    | 387,807               | 45                    | 20                          | 33                    | 4,021,079             | 25                          | Đã bị loại            | Đã bị loại            | Đã bị loại            | Đã bị loại            | 30                    |                       |                       |
| Jiashang Media (嘉尚传媒)                                       | Kha Khâm Minh (柯钦明)     | 26   | F                     | D                     | 42                    | 76                    | 51                          | Đã bị loại            | Đã bị loại            | Đã bị loại            | Đã bị loại                  | Đã bị loại            | Đã bị loại            | Đã bị loại                  | Đã bị loại            | Đã bị loại            | Đã bị loại            | Đã bị loại            | 67-96                 |                       |                       |
| Jiashang Media (嘉尚传媒)                                       | Ngô Trạch Lâm (吴泽林)     | 26   | F                     | F                     | 25                    | 33                    | 16                          | 37                    | 474,599               | 25                    | 41                          | 34                    | 3,969,025             | 36                          | Đã bị loại            | Đã bị loại            | Đã bị loại            | Đã bị loại            | 37                    |                       |                       |
| Jiashang Media (嘉尚传媒)                                       | Tạ Tuấn Trạch (谢俊泽)     | 26   | F                     | F                     | 77                    | 94                    | 36                          | Đã bị loại            | Đã bị loại            | Đã bị loại            | Đã bị loại                  | Đã bị loại            | Đã bị loại            | Đã bị loại                  | Đã bị loại            | Đã bị loại            | Đã bị loại            | Đã bị loại            | 67-96                 |                       |                       |
| Jiashang Media (嘉尚传媒)                                       | Diệp Hà Lâm (叶河林)       | 26   | F                     | D                     | 19                    | 28                    | 51                          | 33                    | 518,850               | 23                    | 49                          | Đã bị loại            | Đã bị loại            | Đã bị loại                  | Đã bị loại            | Đã bị loại            | Đã bị loại            | Đã bị loại            | 42                    |                       |                       |
| China Music (国韵文化)                                          | Kim Vĩnh Tiên (金永先)     | 28   | D                     | D                     | 71                    | 68                    | 35                          | Đã bị loại            | Đã bị loại            | Đã bị loại            | Đã bị loại                  | Đã bị loại            | Đã bị loại            | Đã bị loại                  | Đã bị loại            | Đã bị loại            | Đã bị loại            | Đã bị loại            | 67-96                 |                       |                       |
| ONE COOL JASCO Entertainment (天加一文化传媒)                   | Văn Nghiệp Thần (文邺辰)   | 24   | D                     | B                     | 61                    | 48                    | 51                          | 44                    | 359,838               | 51                    | 14                          | Giữ lại               | Giữ lại               | 29                          | Đã bị loại            | Đã bị loại            | Đã bị loại            | Đã bị loại            | 29                    |                       |                       |
| ONE COOL JASCO Entertainment (天加一文化传媒)                   | Diêu Minh Minh (姚明明)    | 28   | C                     | C                     | 15                    | 8                     | 51                          | 7                     | 2,175,588             | 9                     | 22                          | 10                    | 6,715,765             | 13                          | 3                     | 6,531,168             | 3                     | 4,990,867             | 3                     |                       |                       |
| Show City Times (少城时代)                                      | Đặng Siêu Nguyên (邓超元)  | 27   | D                     | D                     | 11                    | 9                     | 1                           | 12                    | 1,343,458             | 12                    | 23                          | 12                    | 6,176,012             | 8                           | 9                     | 5,480,863             | 13                    | 2,116,068             | 13                    |                       |                       |
| Show City Times (少城时代)                                      | Hồ Gia Hào (胡家豪)        | 27   | D                     | F                     | 78                    | 35                    | 51                          | 54                    | 310,887               | 38                    | 40                          | Đã bị loại            | Đã bị loại            | Đã bị loại                  | Đã bị loại            | Đã bị loại            | Đã bị loại            | Đã bị loại            | 40                    |                       |                       |
| Show City Times (少城时代)                                      | Hạ Hãn Vũ (夏瀚宇)         | 27   | B                     | A                     | 63                    | 30                    | 24                          | 20                    | 818,908               | 11                    | 1                           | 8                     | 6,994,305             | 12                          | 8                     | 5,603,770             | 7                     | 3,785,916             | 7                     |                       |                       |
| TMXY Media Entertainment (彤梦心缘)                             | Lý Tông Lâm (李宗霖)       | 31   | F                     | D                     | 14                    | 24                    | 51                          | 30                    | 555,597               | 32                    | 38                          | 32                    | 4,061,633             | 23                          | Đã bị loại            | Đã bị loại            | Đã bị loại            | Đã bị loại            | 35                    |                       |                       |
| Zhejiang Leisure Media Entertainment (从容影视)                 | Diệp Tử Minh (叶子铭)      | 29   | B                     | A                     | 60                    | 90                    | 51                          | 34                    | 506,663               | 54                    | 30                          | Đã bị loại            | Đã bị loại            | Đã bị loại                  | Đã bị loại            | Đã bị loại            | Đã bị loại            | Đã bị loại            | 47                    |                       |                       |
| Zhejiang Leisure Media Entertainment (从容影视)                 | Lý Chi Phồn (李之繁)       | 29   | D                     | B                     | Rời khỏi chương trình | Rời khỏi chương trình | Rời khỏi chương trình       | Rời khỏi chương trình | Rời khỏi chương trình | Rời khỏi chương trình | Rời khỏi chương trình       | Rời khỏi chương trình | Rời khỏi chương trình | Rời khỏi chương trình       | Rời khỏi chương trình | Rời khỏi chương trình | Rời khỏi chương trình | Rời khỏi chương trình | Rời khỏi chương trình | Rời khỏi chương trình | Rời khỏi chương trình |
| Ciwen Media (慈文传媒)                                          | Trần Hựu Duy (陈宥维)      | 26   | F                     | F                     | 1                     | 2                     | 2                           | 2                     | 6,675,058             | 4                     | 26                          | 4                     | 8,876,127             | 9                           | 4                     | 6,320,043             | 8                     | 3,667,518             | 8                     |                       |                       |
| Ciwen Media (慈文传媒)                                          | Đặng Trạch Minh (邓泽鸣)   | 22   | Rời khỏi chương trình | Rời khỏi chương trình | Rời khỏi chương trình | Rời khỏi chương trình | Rời khỏi chương trình       | Rời khỏi chương trình | Rời khỏi chương trình | Rời khỏi chương trình | Rời khỏi chương trình       | Rời khỏi chương trình | Rời khỏi chương trình | Rời khỏi chương trình       | Rời khỏi chương trình | Rời khỏi chương trình | Rời khỏi chương trình | Rời khỏi chương trình | Rời khỏi chương trình |                       |                       |
| New Classics Media Entertainment (新丽传媒)                     | Tôn Trạch Lâm (孙泽霖)     | 25   | D                     | D                     | 40                    | 55                    | 23                          | 43                    | 384,339               | 31                    | 29                          | 28                    | 4,110,701             | 25                          | Đã bị loại            | Đã bị loại            | Đã bị loại            | Đã bị loại            | 32                    |                       |                       |
| New Smile Film Entertainment (新微笑影视)                       | Thạch Tử (石锌)            | 31   | C                     | F                     | 97                    | 97                    | 51                          | Đã bị loại            | Đã bị loại            | Đã bị loại            | Đã bị loại                  | Đã bị loại            | Đã bị loại            | Đã bị loại                  | Đã bị loại            | Đã bị loại            | Đã bị loại            | Đã bị loại            | 67-96                 |                       |                       |
| Xshow Entertainment (新美星秀)                                  | Đoạn Húc Vũ (段旭宇)       | 25   | D                     | C                     | 68                    | 86                    | 51                          | Đã bị loại            | Đã bị loại            | Đã bị loại            | Đã bị loại                  | Đã bị loại            | Đã bị loại            | Đã bị loại                  | Đã bị loại            | Đã bị loại            | Đã bị loại            | Đã bị loại            | 67-96                 |                       |                       |
| Asian Stars Media (星之传媒)                                    | Châu Sĩ Nguyên (周士原)    | 28   | C                     | C                     | 29                    | 15                    | 51                          | 27                    | 627,189               | 22                    | 15                          | 14                    | 5,563,149             | 22                          | 14                    | 3,381,245             | 21                    | 129,333               | 21                    |                       |                       |
| Big Picture Universal (星映环球)                                | Lâm Triết Vũ (林哲宇)      | 27   | C                     | B                     | 67                    | 25                    | 6                           | 26                    | 638,214               | 48                    | 50                          | Đã bị loại            | Đã bị loại            | Đã bị loại                  | Đã bị loại            | Đã bị loại            | Đã bị loại            | Đã bị loại            | 50                    |                       |                       |
| Big Picture Universal (星映环球)                                | Tất Chí Hào (漆志豪)       | 31   | C                     | D                     | 94                    | 51                    | 46                          | 56                    | 301,140               | 61                    | 52                          | Đã bị loại            | Đã bị loại            | Đã bị loại                  | Đã bị loại            | Đã bị loại            | Đã bị loại            | Đã bị loại            | 61                    |                       |                       |
| Big Picture Universal (星映环球)                                | Thiệu Hạo Phàm (邵浩帆)    | 26   | C                     | D                     | 91                    | 29                    | 10                          | 32                    | 553,638               | 34                    | 33                          | 25                    | 4,256,107             | 25                          | Giữ lại               | Giữ lại               | 19                    | 254,840               | 19                    |                       |                       |
| Big Picture Universal (星映环球)                                | Ôn Khải Uy (温凯崴)        | 26   | C                     | C                     | 96                    | 50                    | 40                          | 36                    | 498,249               | 62                    | 57                          | Đã bị loại            | Đã bị loại            | Đã bị loại                  | Đã bị loại            | Đã bị loại            | Đã bị loại            | Đã bị loại            | 62                    |                       |                       |
| XCSS Entertainment (星灿盛世)                                   | Trần Bá Khải (陈柏凯)      | 24   | F                     | F                     | 28                    | 43                    | 51                          | Đã bị loại            | Đã bị loại            | Đã bị loại            | Đã bị loại                  | Đã bị loại            | Đã bị loại            | Đã bị loại                  | Đã bị loại            | Đã bị loại            | Đã bị loại            | Đã bị loại            | 67-96                 |                       |                       |
| Mountain Culture (等风来工作室)                                 | Vương Gia Nhất (王加一)    | 31   | B                     | B                     | 5                     | 7                     | 37                          | 8                     | 2,077,986             | 18                    | 55                          | 29                    | 4,110,553             | 31                          | Đã bị loại            | Đã bị loại            | Đã bị loại            | Đã bị loại            | 36                    |                       |                       |
| FutureONE Entertainment (未来壹娱乐)                            | Khấu Thông (寇聪)          | 25   | D                     | B                     | 95                    | 84                    | 51                          | 50                    | 331,088               | 55                    | 35                          | Đã bị loại            | Đã bị loại            | Đã bị loại                  | Đã bị loại            | Đã bị loại            | Đã bị loại            | Đã bị loại            | 57                    |                       |                       |
| FutureONE Entertainment (未来壹娱乐)                            | Lưu Vũ Hàng (刘宇航)       | 26   | D                     | D                     | 80                    | 80                    | 51                          | Đã bị loại            | Đã bị loại            | Đã bị loại            | Đã bị loại                  | Đã bị loại            | Đã bị loại            | Đã bị loại                  | Đã bị loại            | Đã bị loại            | Đã bị loại            | Đã bị loại            | 67-96                 |                       |                       |
| FutureONE Entertainment (未来壹娱乐)                            | Ngô Phi (吴飞)             | 26   | D                     | D                     | 65                    | 72                    | 51                          | Đã bị loại            | Đã bị loại            | Đã bị loại            | Đã bị loại                  | Đã bị loại            | Đã bị loại            | Đã bị loại                  | Đã bị loại            | Đã bị loại            | Đã bị loại            | Đã bị loại            | 64-65                 |                       |                       |
| FutureONE Entertainment (未来壹娱乐)                            | Dương Ninh (杨宁)          | 24   | D                     | D                     | 50                    | 70                    | 51                          | 45                    | 356,068               | 57                    | 46                          | Đã bị loại            | Đã bị loại            | Đã bị loại                  | Đã bị loại            | Đã bị loại            | Đã bị loại            | Đã bị loại            | 44                    |                       |                       |
| Gramarie Entertainment (果然娱乐)                               | Đường Thư Á (唐书亚)       | 27   | F                     | F                     | 81                    | 85                    | 14                          | Đã bị loại            | Đã bị loại            | Đã bị loại            | Đã bị loại                  | Đã bị loại            | Đã bị loại            | Đã bị loại                  | Đã bị loại            | Đã bị loại            | Đã bị loại            | Đã bị loại            | 67-96                 |                       |                       |
| Gramarie Entertainment (果然娱乐)                               | Ngô Thừa Trạch (吴承泽)    | 24   | D                     | F                     | 12                    | 17                    | 51                          | 22                    | 789,572               | 26                    | 27                          | 27                    | 4,120,774             | 38                          | 19                    | 3,185,346             | 22                    | 103,491               | 22                    |                       |                       |
| Gramarie Entertainment (果然娱乐)                               | Dương Tuyên (杨亘)         | 28   | D                     | F                     | 53                    | 49                    | 43                          | Đã bị loại            | Đã bị loại            | Đã bị loại            | Đã bị loại                  | Đã bị loại            | Đã bị loại            | Đã bị loại                  | Đã bị loại            | Đã bị loại            | Đã bị loại            | Đã bị loại            | 67-96                 |                       |                       |
| Gramarie Entertainment (果然娱乐)                               | Triệu Thiên Qua (赵天戈)   | 31   | F                     | F                     | 72                    | 26                    | 51                          | Đã bị loại            | Đã bị loại            | Đã bị loại            | Đã bị loại                  | Đã bị loại            | Đã bị loại            | Đã bị loại                  | Đã bị loại            | Đã bị loại            | Đã bị loại            | Đã bị loại            | 67-96                 |                       |                       |
| Boli Culture Entertainment (波利文化)                           | Lý Luyện (李炼)            | 25   | F                     | F                     | 92                    | 87                    | 51                          | Đã bị loại            | Đã bị loại            | Đã bị loại            | Đã bị loại                  | Đã bị loại            | Đã bị loại            | Đã bị loại                  | Đã bị loại            | Đã bị loại            | Đã bị loại            | Đã bị loại            | 67-96                 |                       |                       |
| Haohan Entertainment (浩瀚娱乐)                                 | Châu Xuyên Quân (周川珺)   | 27   | F                     | F                     | 46                    | 73                    | 21                          | 52                    | 311,918               | 47                    | 35                          | Đã bị loại            | Đã bị loại            | Đã bị loại                  | Đã bị loại            | Đã bị loại            | Đã bị loại            | Đã bị loại            | 52                    |                       |                       |
| Ocean Butterflies Music (海蝶國際集團)                          | Từ Bính Siêu (徐炳超)      | 27   | B                     | D                     | 43                    | 53                    | 5                           | 35                    | 498,427               | 17                    | 13                          | 16                    | 5,418,276             | 20                          | Đã bị loại            | Đã bị loại            | Đã bị loại            | Đã bị loại            | 26                    |                       |                       |
| White Media China (白色系)                                      | Bá Viễn (伯远)             | 32   | F                     | B                     | 36                    | 54                    | 49                          | 53                    | 311,110               | 49                    | 47                          | Giữ lại               | Giữ lại               | 31                          | Đã bị loại            | Đã bị loại            | Đã bị loại            | Đã bị loại            | 34                    |                       |                       |
| White Media China (白色系)                                      | Mông Ân (蒙恩)             | 30   | F                     | F                     | 31                    | 47                    | 51                          | Đã bị loại            | Đã bị loại            | Đã bị loại            | Đã bị loại                  | Đã bị loại            | Đã bị loại            | Đã bị loại                  | Đã bị loại            | Đã bị loại            | Đã bị loại            | Đã bị loại            | 67-96                 |                       |                       |
| White Media China (白色系)                                      | Trác Nguyên (卓沅)         | 25   | F                     | C                     | 62                    | 59                    | 46                          | 58                    | 285,884               | 44                    | 61                          | Đã bị loại            | Đã bị loại            | Đã bị loại                  | Đã bị loại            | Đã bị loại            | Đã bị loại            | Đã bị loại            | 39                    |                       |                       |
| Sony Music (索尼音乐娱乐)                                       | Trần Vũ Nông (陈雨浓)      | 31   | D                     | D                     | 41                    | 71                    | 44                          | 40                    | 429,249               | 59                    | 58                          | Đã bị loại            | Đã bị loại            | Đã bị loại                  | Đã bị loại            | Đã bị loại            | Đã bị loại            | Đã bị loại            | 59                    |                       |                       |
| Sony Music (索尼音乐娱乐)                                       | Thôi Thiếu Bằng (崔少鹏)   | 27   | D                     | C                     | 84                    | 88                    | 44                          | 49                    | 332,718               | 60                    | 43                          | Đã bị loại            | Đã bị loại            | Đã bị loại                  | Đã bị loại            | Đã bị loại            | Đã bị loại            | Đã bị loại            | 60                    |                       |                       |
| Sony Music (索尼音乐娱乐)                                       | Tô Vũ Hàng (苏宇航)        | 31   | D                     | B                     | 93                    | 79                    | 12                          | 51                    | 326,056               | 52                    | 44                          | Đã bị loại            | Đã bị loại            | Đã bị loại                  | Đã bị loại            | Đã bị loại            | Đã bị loại            | Đã bị loại            | 49                    |                       |                       |
| Sony Music (索尼音乐娱乐)                                       | Từ Phương Chu (徐方舟)     | 29   | C                     | A                     | 64                    | 23                    | 51                          | 23                    | 777,509               | 29                    | 34                          | 31                    | 4,102,512             | 25                          | 17                    | 3,281,175             | 18                    | 282,936               | 18                    |                       |                       |
| Y Star Entertainment (翌星传媒)                                 | Lư Tuấn Kiệt (卢俊杰)      | 25   | D                     | F                     | 87                    | 96                    | 37                          | Đã bị loại            | Đã bị loại            | Đã bị loại            | Đã bị loại                  | Đã bị loại            | Đã bị loại            | Đã bị loại                  | Đã bị loại            | Đã bị loại            | Đã bị loại            | Đã bị loại            | 67-96                 |                       |                       |
| Shanghai You Hug Media Company (耀客娱乐)                       | Hoàng Hoành Hiên (黄宏轩)  | 27   | D                     | D                     | 76                    | 92                    | 51                          | Đã bị loại            | Đã bị loại            | Đã bị loại            | Đã bị loại                  | Đã bị loại            | Đã bị loại            | Đã bị loại                  | Đã bị loại            | Đã bị loại            | Đã bị loại            | Đã bị loại            | 67-96                 |                       |                       |
| Huaying Entertainment (华影艺星)                                | Cao Hiểu Tùng (高晓松)     | 26   | F                     | F                     | 39                    | 78                    | 28                          | Đã bị loại            | Đã bị loại            | Đã bị loại            | Đã bị loại                  | Đã bị loại            | Đã bị loại            | Đã bị loại                  | Đã bị loại            | Đã bị loại            | Đã bị loại            | Đã bị loại            | 67-96                 |                       |                       |
| Huace Media Group (华策集团)                                    | Khương Thánh Dân (姜圣民)  | 30   | C                     | A                     | 74                    | 34                    | Rời khỏi chương trình       | Rời khỏi chương trình | Rời khỏi chương trình | Rời khỏi chương trình | Rời khỏi chương trình       | Rời khỏi chương trình | Rời khỏi chương trình | Rời khỏi chương trình       | Rời khỏi chương trình | Rời khỏi chương trình | Rời khỏi chương trình | Rời khỏi chương trình | Rời khỏi chương trình | Rời khỏi chương trình |                       |
| Huace Media Group (华策集团)                                    | Lâm Mẫn Sinh (林敏生)      | 33   | C                     | C                     | 90                    | 63                    | 51                          | Đã bị loại            | Đã bị loại            | Đã bị loại            | Đã bị loại                  | Đã bị loại            | Đã bị loại            | Đã bị loại                  | Đã bị loại            | Đã bị loại            | Đã bị loại            | Đã bị loại            | 67-96                 |                       |                       |
| Huace Media Group (华策集团)                                    | Tề Hạo Nhiên (齐浩然)      | 29   | D                     | C                     | 55                    | 31                    | 51                          | Đã bị loại            | Đã bị loại            | Đã bị loại            | Đã bị loại                  | Đã bị loại            | Đã bị loại            | Đã bị loại                  | Đã bị loại            | Đã bị loại            | Đã bị loại            | Đã bị loại            | 64-65                 |                       |                       |
| Huace Media Group (华策集团)                                    | Thiệu Kỳ Minh (邵奇明)     | 26   | D                     | C                     | 88                    | 45                    | 51                          | Đã bị loại            | Đã bị loại            | Đã bị loại            | Đã bị loại                  | Đã bị loại            | Đã bị loại            | Đã bị loại                  | Đã bị loại            | Đã bị loại            | Đã bị loại            | Đã bị loại            | 67-96                 |                       |                       |
| Huace Media Group (华策集团)                                    | Điền Đảo (田岛)            | 28   | D                     | C                     | 69                    | 44                    | 51                          | Đã bị loại            | Đã bị loại            | Đã bị loại            | Đã bị loại                  | Đã bị loại            | Đã bị loại            | Đã bị loại                  | Đã bị loại            | Đã bị loại            | Đã bị loại            | Đã bị loại            | 67-96                 |                       |                       |
| Huace Media Group (华策集团)                                    | Ân Thực (殷实)             | 24   | D                     | D                     | 75                    | 38                    | 51                          | 57                    | 294,064               | 36                    | 60                          | Đã bị loại            | Đã bị loại            | Đã bị loại                  | Đã bị loại            | Đã bị loại            | Đã bị loại            | Đã bị loại            | 41                    |                       |                       |
| OACA Entertainment (觉醒东方)                                   | Trần Hữu (陈佑)            | 25   | D                     | F                     | 33                    | 61                    | 51                          | 55                    | 305,983               | 58                    | 59                          | Đã bị loại            | Đã bị loại            | Đã bị loại                  | Đã bị loại            | Đã bị loại            | Đã bị loại            | Đã bị loại            | 56                    |                       |                       |
| OACA Entertainment (觉醒东方)                                   | Daniel (丹尼尔)            | 28   | D                     | D                     | 30                    | 46                    | 33                          | Đã bị loại            | Đã bị loại            | Đã bị loại            | Đã bị loại                  | Đã bị loại            | Đã bị loại            | Đã bị loại                  | Đã bị loại            | Đã bị loại            | Đã bị loại            | Đã bị loại            | 67-96                 |                       |                       |
| OACA Entertainment (觉醒东方)                                   | Phùng Tuấn Kiệt (冯俊杰)   | 30   | C                     | A                     | 13                    | 18                    | 19                          | 14                    | 1,143,640             | 21                    | 24                          | 22                    | 4,293,977             | 33                          | Giữ lại               | Giữ lại               | 20                    | 199,945               | 20                    |                       |                       |
| OACA Entertainment (觉醒东方)                                   | Hà Sưởng Hy (何昶希)       | 27   | C                     | A                     | 10                    | 12                    | 51                          | 9                     | 1,775,620             | 13                    | 10                          | 11                    | 6,563,940             | 6                           | 13                    | 4,297,992             | 9                     | 3,531,188             | 9                     |                       |                       |
| CNC Records (超能唱片)                                          | Phùng Thiên Hào (冯天豪)   | 27   | C                     | B                     | 86                    | 37                    | 29                          | Đã bị loại            | Đã bị loại            | Đã bị loại            | Đã bị loại                  | Đã bị loại            | Đã bị loại            | Đã bị loại                  | Đã bị loại            | Đã bị loại            | Đã bị loại            | Đã bị loại            | 67-96                 |                       |                       |
| CNC Records (超能唱片)                                          | Lý Thần Dương (李晨阳)     | 25   | C                     | C                     | 70                    | 36                    | 51                          | Đã bị loại            | Đã bị loại            | Đã bị loại            | Đã bị loại                  | Đã bị loại            | Đã bị loại            | Đã bị loại                  | Đã bị loại            | Đã bị loại            | Đã bị loại            | Đã bị loại            | 67-96                 |                       |                       |
| Bates MeThinks (达意美施)                                       | Trần Tư Kiện (陈思键)      | 25   | B                     | C                     | 32                    | 14                    | 51                          | 18                    | 943,171               | 24                    | 20                          | 21                    | 4,521,596             | 21                          | 18                    | 3,226,574             | 15                    | 621,419               | 15                    |                       |                       |
| AppMagics (迈吉传媒)                                            | Đinh Phi Tuấn (丁飞俊)     | 28   | D                     | F                     | 24                    | 27                    | 18                          | 39                    | 438,383               | 35                    | 12                          | 30                    | 4,110,363             | 25                          | Đã bị loại            | Đã bị loại            | Đã bị loại            | Đã bị loại            | 27                    |                       |                       |
| IV Idea Picture (青藤文化)                                      | Ngô Minh (吳銘)            | 25   | F                     | D                     | 79                    | 93                    | 51                          | Đã bị loại            | Đã bị loại            | Đã bị loại            | Đã bị loại                  | Đã bị loại            | Đã bị loại            | Đã bị loại                  | Đã bị loại            | Đã bị loại            | Đã bị loại            | Đã bị loại            | 67-96                 |                       |                       |
| IV Idea Picture (青藤文化)                                      | Hứa Lung Hạn (许珑瀚)      | 24   | F                     | D                     | 54                    | 22                    | 51                          | 17                    | 955,755               | 20                    | 11                          | 23                    | 4,280,172             | 36                          | Đã bị loại            | Đã bị loại            | Đã bị loại            | Đã bị loại            | 28                    |                       |                       |
| Banana Entertainment (香蕉娱乐)                                 | Xa Tuệ Hiên (车慧轩)       | 28   | F                     | A                     | 27                    | 39                    | 51                          | 24                    | 743,739               | 43                    | 53                          | Đã bị loại            | Đã bị loại            | Đã bị loại                  | Đã bị loại            | Đã bị loại            | Đã bị loại            | Đã bị loại            | 45                    |                       |                       |
| Banana Entertainment (香蕉娱乐)                                 | Lý Hoàng Dật (李皇逸)      | 30   | D                     | D                     | 47                    | 82                    | 51                          | Đã bị loại            | Đã bị loại            | Đã bị loại            | Đã bị loại                  | Đã bị loại            | Đã bị loại            | Đã bị loại                  | Đã bị loại            | Đã bị loại            | Đã bị loại            | Đã bị loại            | 66                    |                       |                       |
| Banana Entertainment (香蕉娱乐)                                 | Vương Triết (王喆)         | 28   | F                     | F                     | 9                     | 10                    | 20                          | 13                    | 1,336,766             | 27                    | 48                          | 15                    | 5,529,867             | 18                          | 15                    | 3,361,851             | 17                    | 392,230               | 17                    |                       |                       |
| Mavericks Entertainment (麦锐娱乐)                              | Lâu Cảnh Trạch (楼炅择)    | 25   | D                     | C                     | 44                    | 56                    | 51                          | Đã bị loại            | Đã bị loại            | Đã bị loại            | Đã bị loại                  | Đã bị loại            | Đã bị loại            | Đã bị loại                  | Đã bị loại            | Đã bị loại            | Đã bị loại            | Đã bị loại            | 67-96                 |                       |                       |
| Mavericks Entertainment (麦锐娱乐)                              | Bành Sưởng Hoa (彭昶桦)    | 26   | C                     | B                     | 35                    | 57                    | 42                          | Đã bị loại            | Đã bị loại            | Đã bị loại            | Đã bị loại                  | Đã bị loại            | Đã bị loại            | Đã bị loại                  | Đã bị loại            | Đã bị loại            | Đã bị loại            | Đã bị loại            | 67-96                 |                       |                       |
| Mavericks Entertainment (麦锐娱乐)                              | Diêu Trì (姚弛)            | 27   | C                     | C                     | 18                    | 11                    | 51                          | 10                    | 1,749,405             | 7                     | 6                           | 7                     | 7,120,995             | 6                           | 10                    | 4,632,516             | 12                    | 3,239,468             | 12                    |                       |                       |
| Mavericks Entertainment (麦锐娱乐)                              | Châu Tương Hằng (周湘恒)   | 29   | B                     | B                     | 52                    | 64                    | 37                          | Đã bị loại            | Đã bị loại            | Đã bị loại            | Đã bị loại                  | Đã bị loại            | Đã bị loại            | Đã bị loại                  | Đã bị loại            | Đã bị loại            | Đã bị loại            | Đã bị loại            | 67-96                 |                       |                       |
| BG Project (黑金计划)                                           | Lý Chấn Ninh (李振宁)      | 29   | D                     | C                     | 48                    | 62                    | 3                           | 21                    | 807,767               | 10                    | 25                          | 13                    | 5,860,409             | 11                          | 7                     | 5,762,839             | 2                     | 5,655,150             | 2                     |                       |                       |
| BG Project (黑金计划)                                           | Âu Thiên Thuỵ (区天瑞)     | 30   | D                     | D                     | 73                    | 67                    | 51                          | Đã bị loại            | Đã bị loại            | Đã bị loại            | Đã bị loại                  | Đã bị loại            | Đã bị loại            | Đã bị loại                  | Đã bị loại            | Đã bị loại            | Đã bị loại            | Đã bị loại            | 67-96                 |                       |                       |
| BG Project (黑金计划)                                           | Sư Minh Trạch (师铭泽)     | 26   | D                     | D                     | 23                    | 20                    | 51                          | 19                    | 904,979               | 19                    | 8                           | 19                    | 4,453,715             | 19                          | Đã bị loại            | Đã bị loại            | Đã bị loại            | Đã bị loại            | 25                    |                       |                       |
| BG Project (黑金计划)                                           | Thi Triển (施展)           | 26   | D                     | D                     | 26                    | 13                    | 13                          | 11                    | 1,363,804             | 8                     | 5                           | 9                     | 6,876,214             | 3                           | 11                    | 4,554,806             | 11                    | 3,323,160             | 11                    |                       |                       |
| BG Project (黑金计划)                                           | Diêu Bác Lam (姚博岚)      | 27   | D                     | F                     | 98                    | 60                    | 27                          | 60                    | 285,453               | 56                    | 50                          | Đã bị loại            | Đã bị loại            | Đã bị loại                  | Đã bị loại            | Đã bị loại            | Đã bị loại            | Đã bị loại            | 55                    |                       |                       |

### Top 9
- ▲ : Tăng , ▼: Giảm

| # | Tập 1                     | Tập 2                       | Tập 3                        | Tập 4 (Bình chọn trực tiếp)             | Tập 5                      | Tập 6                      | Tập 7 (Bình chọn trực tiếp) | Tập 8                     | Tập 9 (Bình chọn trực tiếp)            | Tập 10                       | Tập 12                    |
| - | ------------------------- | --------------------------- | ---------------------------- | --------------------------------------- | -------------------------- | -------------------------- | --------------------------- | ------------------------- | -------------------------------------- | ---------------------------- | ------------------------- |
| 1 | Lý Vấn Hàn (李汶翰)       | Trần Hựu Duy ▲1 (陈宥维)    | Lý Vấn Hàn ▲1 (李汶翰)       | Đặng Siêu Nguyên (邓超元)               | Lý Vấn Hàn (李汶翰)        | Lý Vấn Hàn (李汶翰)        | Hạ Hãn Vũ (夏瀚宇)          | Lý Vấn Hàn (李汶翰)       | Lý Vấn Hàn (李汶翰)                    | Lý Vấn Hàn (李汶翰)          | Lý Vấn Hàn (李汶翰)       |
| 2 | Trần Hựu Duy (陈宥维)     | Lý Vấn Hàn ▼1 (李汶翰)      | Trần Hựu Duy ▼1 (陈宥维)     | Trần Hựu Duy (陈宥维)                   | Trần Hựu Duy (陈宥维)      | Gia Nghệ ▲2 (嘉羿)         | Hồ Xuân Dương (胡春杨)      | Quản Nhạc ▲1 (管栎)       | Quản Nhạc (管栎)                       | Quản Nhạc (管栎)             | Lý Chấn Ninh ▲5 (李振宁)  |
| 3 | Quản Nhạc (管栎)          | Liên Hoài Vĩ ▲86 (连淮伟)   | Hồ Xuân Dương ▲3 (胡春杨)    | Lý Chấn Ninh (李振宁)                   | Quản Nhạc ▲3 (管栎)        | Quản Nhạc (管栎)           | Quản Nhạc (管栎)            | Hồ Xuân Dương ▲2 (胡春杨) | Thi Triển (施展)                       | Diêu Minh Minh ▲7 (姚明明)   | Diêu Minh Minh (姚明明)   |
| 4 | Mông Ân (蒙恩)            | Gia Nghệ ▲1 (嘉羿)          | Gia Nghệ (嘉羿)              | Lâm Mạch (林陌)                         | Gia Nghệ (嘉羿)            | Trần Hựu Duy ▼2 (陈宥维)   | Lý Vấn Hàn (李汶翰)         | Trần Hựu Duy (陈宥维)     | Hồ Xuân Dương (胡春杨)                 | Trần Hựu Duy (陈宥维)        | Quản Nhạc ▼2 (管栎)       |
| 5 | Gia Nghệ (嘉羿)           | Vương Gia Nhất ▲41 (王加一) | Liên Hoài Vĩ ▼2 (连淮伟)     | Từ Bính Siêu (徐炳超)                   | Hồ Xuân Dương ▼2 (胡春杨)  | Hồ Xuân Dương (胡春杨)     | Thi Triển (施展)            | Gia Nghệ ▼1 (嘉羿)        | Gia Nghệ (嘉羿)                        | Hồ Xuân Dương ▼2 (胡春杨)    | Gia Nghệ ▲1 (嘉羿)        |
| 6 | Thi Triển (施展)          | Hồ Xuân Dương ▲5 (胡春杨)   | Quản Nhạc ▲2 (管栎)          | Lâm Triết Vũ (林哲宇) & Gia Nghệ (嘉羿) | Liên Hoài Vĩ ▼1 (连淮伟)   | Liên Hoài Vĩ (连淮伟)      | Liên Hoài Vĩ (连淮伟)       | Liên Hoài Vĩ (连淮伟)     | Hà Sưởng Hy (何昶希) & Diêu Trì (姚弛) | Gia Nghệ ▼1 (嘉羿)           | Hồ Xuân Dương ▼1 (胡春杨) |
| 7 | Hà Sưởng Hy (何昶希)      | Casper ▲46 (卡斯柏)         | Vương Gia Nhất ▼2 (王加一)   | Lâm Triết Vũ (林哲宇) & Gia Nghệ (嘉羿) | Diêu Minh Minh ▲1 (姚明明) | Diêu Trì ▲3 (姚弛)         | Cốc Lam Đế (谷蓝帝)         | Diêu Trì (姚弛)           | Hà Sưởng Hy (何昶希) & Diêu Trì (姚弛) | Lý Chấn Ninh ▲6 (李振宁)     | Hạ Hãn Vũ ▲1 (夏瀚宇)     |
| 8 | Đặng Siêu Nguyên (邓超元) | Quản Nhạc ▼5 (管栎)         | Diêu Minh Minh ▲7 (姚明明)   | Hồ Văn Huyên (胡文煊)                   | Vương Gia Nhất ▼1 (王加一) | Thi Triển ▲3 (施展)        | Sư Minh Trạch (师铭泽)      | Hạ Hãn Vũ ▲3 (夏瀚宇)     | Đặng Siêu Nguyên (邓超元)              | Hạ Hãn Vũ (夏瀚宇)           | Trần Hựu Duy ▼4 (陈宥维)  |
| 9 | Cận Phàm (靳凡)           | Vương Triết ▲4 (王喆)       | Đặng Siêu Nguyên ▲2 (邓超元) | Hồ Xuân Dương (胡春杨)                  | Hà Sưởng Hy ▲3 (何昶希)    | Diêu Minh Minh ▼2 (姚明明) | Vương Dịch (王奕)           | Thi Triển ▼1 (施展)       | Trần Hựu Duy (陈宥维)                  | Đặng Siêu Nguyên ▲3 (邓超元) | Hà Sưởng Hy ▲4 (何昶希)   |

### Biểu đồ loại bỏ
Phân loại mài
| Các thí sinh mùa 1 của Thanh xuân có bạn | Các thí sinh mùa 1 của Thanh xuân có bạn | Các thí sinh mùa 1 của Thanh xuân có bạn | Các thí sinh mùa 1 của Thanh xuân có bạn | Các thí sinh mùa 1 của Thanh xuân có bạn |
| ---------------------------------------- | ---------------------------------------- | ---------------------------------------- | ---------------------------------------- | ---------------------------------------- |
| Lý Vấn Hàn (李汶翰)                      | Lý Chấn Ninh (李振宁)                    | Diêu Minh Minh (姚明明)                  | Quản Nhạc (管栎)                         | Gia Nghệ (嘉羿)                          |
| Hồ Xuân Dương (胡春杨)                   | Hạ Hàn Vũ (夏瀚宇)                       | Trần Hựu Duy (陈宥维)                    | Hà Sưởng Hy (何昶希)                     | Liên Hoài Vĩ (连淮伟)                    |
| Thi Triển (施展)                         | Diêu Trì (姚弛)                          | Đặng Siêu Nguyên (邓超元)                | Lâm Mạch (林陌)                          | Trần Tư Kiện (陈思键)                    |
| Trần Đào (陈涛)                          | Vương Triết (王喆)                       | Từ Phương Chu (徐方舟)                   | Thiệu Hạo Phàm (邵浩帆)                  | Phùng Tuấn Kiệt (冯俊杰)                 |
| Châu Sĩ Nguyên (周士原)                  | Ngô Thừa Trạch (吴承泽)                  | Cốc Lam Đế (谷蓝帝)                      | Hồ Văn Huyên (胡文煊)                    | Sư Minh Trạch (师铭泽)                   |
| Từ Bỉnh Siêu (徐炳超)                    | Đinh Phi Tuấn (丁飞俊)                   | Hứa Lung Hãn (许珑瀚)                    | Văn Nghiệp Thần (文邺辰)                 | Thẩm Quần Phong (沈群丰)                 |
| Lâm Du Thực (林渝植)                     | Tôn Trạch Lâm (孙泽霖)                   | Triển Vũ (展羽)                          | Bá Viễn (伯远)                           | Lý Tông Lâm (李宗霖)                     |
| Vương Gia Nhất (王加一)                  | Ngô Trạch Lâm (吴泽林)                   | Vương Dịch (王奕)                        | Trác Nguyên (卓沅)                       | Hồ Gia Hào (胡家豪)                      |
| Ân Thực (殷实)                           | Diệp Hà Lâm (叶河林)                     | Đặng Tân (邓滨)                          | Dương Ninh (杨宁)                        | Xa Tuệ Hiên (车慧轩)                     |
| Anthony (安东尼)                         | Diệp Tử Minh (叶子铭)                    | Vương Tân Vũ (王新宇)                    | Tô Vũ Hàng (苏宇航)                      | Lâm Triết Vũ (林哲宇)                    |
| Phó Hoằng Dịch (傅弘奕)                  | Châu Xuyên Quân (周川珺)                 | Khâu Bạc Hàn (邱薄翰)                    | Lý Do (李由)                             | Diêu Bác Lam (姚博岚)                    |
| Trần Hữu (陈佑)                          | Khấu Thông (寇聪)                        | Manny (曼尼)                             | Trần Vũ Nùng (陈雨浓)                    | Thôi Thiếu Bằng (崔少鹏)                 |
| Tất Chí Hào (漆志豪)                     | Ôn Khải Uy (温凯崴)                      | Quyến Nam (圳南)                         | Ngô Phi (吴飞)                           | Tề Hạo Nhiên (齐浩然)                    |
| Lý Hoàng Dật (李皇逸)                    | Thẩm Bác Hoài (沈博怀)                   | Dương Triều Dương (杨朝阳)               | Vu Lăng Ngạo (于凌傲)                    | Cận Phàm (靳凡)                          |
| Kha Khâm Minh (柯钦明)                   | Tạ Tuấn Trạch (谢俊泽)                   | Kim Vĩnh Tiên (金永先)                   | Thạch Tử (石锌)                          | Đoạn Húc Vũ (段旭宇)                     |
| Trần Bá Khải (陈柏凯)                    | Lưu Vũ Hàng (刘宇航)                     | Đường Thư Á (唐书亚)                     | Dương Tuyên (杨亘)                       | Triệu Thiên Qua (赵天戈)                 |
| Lý Luyện (李炼)                          | Mông Ân (蒙恩)                           | Lư Tuấn Kiệt (卢俊杰)                    | Hoàng Hoành Hiên (黄宏轩)                | Cao Hiểu Tùng (高晓松)                   |
| Lâm Mẫn Sinh (林敏生)                    | Thiệu Kỳ Minh (邵奇明)                   | Điền Đảo (田岛)                          | Daniel (丹尼尔)                          | Phùng Thiên Hào (冯天豪)                 |
| Lý Thần Dương (李晨阳)                   | Ngô Minh (吳銘)                          | Lâu Cảnh Trạch (楼炅择)                  | Bành Sưởng Hoa (彭昶桦)                  | Châu Tương Hằng (周湘恒)                 |
| Âu Thiên Thuỵ (区天瑞)                   | Casper (卡斯柏)                          | Khương Thánh Dân (姜圣民)                | Đặng Trạch Minh (邓泽鸣)                 | Lý Chi Phồn (李之繁)                     |

## Giai đoạn đánh giá sơ bộ và xếp lớp

### Đánh giá sơ bộ
| Tên bài hát                                                         | Ca sĩ gốc            | Tên               | Công ty                              | Lớp |
| ------------------------------------------------------------------- | -------------------- | ----------------- | ------------------------------------ | --- |
| Thịnh hành (流行)                                                   | Lý Vũ Xuân           | Trần Hữu          | OACA Entertainment                   | D   |
| Thịnh hành (流行)                                                   | Lý Vũ Xuân           | Daniel            | OACA Entertainment                   | D   |
| Thịnh hành (流行)                                                   | Lý Vũ Xuân           | Phùng Tuấn Kiệt   | OACA Entertainment                   | C   |
| Thịnh hành (流行)                                                   | Lý Vũ Xuân           | Hà Sưởng Hy       | OACA Entertainment                   | C   |
| Sweet Girl                                                          |                      | Liên Hoài Vĩ      | Individual Trainee                   | B   |
| Tyger (钛戈)                                                        |                      | Gia Nghệ          | Star Master Entertainment            | B   |
| Tyger (钛戈)                                                        | Cận Phàm             | D                 | Star Master Entertainment            |     |
| Tyger (钛戈)                                                        | Lâm Mạch             | C                 | Star Master Entertainment            |     |
| Tyger (钛戈)                                                        | Triển Vũ             | D                 | Star Master Entertainment            |     |
| Tyger (钛戈)                                                        | Quyến Nam            | C                 | Star Master Entertainment            |     |
| Moon River                                                          | Johnny Mercer        | Vương Gia Nhất    | Mountain Culture                     | B   |
| This Is the Way                                                     |                      | Casper            | AM8 Entrertainment                   | B   |
| Khi em (当你)                                                       |                      | Xa Tuệ Hiên       | Banana Entertainment                 | F   |
| Khi em (当你)                                                       | Lý Hoàng Dật         | D                 | Banana Entertainment                 |     |
| Khi em (当你)                                                       | Vương Triết          | F                 | Banana Entertainment                 |     |
| Hãy để anh được ở bên em (让我留在你身边)                           |                      | Kha Khâm Minh     | Jiashang Media                       | F   |
| Hãy để anh được ở bên em (让我留在你身边)                           | Ngô Trạch Lâm        | F                 | Jiashang Media                       |     |
| Hãy để anh được ở bên em (让我留在你身边)                           | Tạ Tuấn Trạch        | F                 | Jiashang Media                       |     |
| Hãy để anh được ở bên em (让我留在你身边)                           | Diệp Hà Lâm          | F                 | Jiashang Media                       |     |
| Xuất phát từ đầu (从头出发)                                         | Cao Hiểu Tùng        | Cao Hiểu Tùng     | Huaying Entertainment                | F   |
| 昨天，无脚鸟还没飞出东逸花园                                        | Trần Tư Kiện         | Trần Tư Kiện      | Bates MeThinks                       | B   |
| Jump Up! Gather the Light (Jump Up！聚光)                           | Bài hát gốc          | Lý Chấn Ninh      | BG Project                           | D   |
| Jump Up! Gather the Light (Jump Up！聚光)                           | Bài hát gốc          | Âu Thiên Thuỵ     | BG Project                           | D   |
| Jump Up! Gather the Light (Jump Up！聚光)                           | Bài hát gốc          | Sư Minh Trạch     | BG Project                           | D   |
| Jump Up! Gather the Light (Jump Up！聚光)                           | Bài hát gốc          | Thi Triển         | BG Project                           | D   |
| Jump Up! Gather the Light (Jump Up！聚光)                           | Bài hát gốc          | Diêu Bác Lam      | BG Project                           | D   |
| Yêu em không hết (对你爱不完)                                       | Quách Phú Thành      | Ngô Minh          | IV Idea Picture                      | F   |
| Yêu em không hết (对你爱不完)                                       | Quách Phú Thành      | Hứa Lung Hạn      | IV Idea Picture                      | F   |
| 2U                                                                  |                      | Văn Nghiệp Thần   | ONE COOL JASCO Entertainment         | D   |
| 2U                                                                  | Diêu Minh Minh       | C                 | ONE COOL JASCO Entertainment         |     |
| Đèn đường (路灯)                                                    |                      | Châu Sĩ Nguyên    | Asian Stars Media                    | C   |
| 香蕉超人                                                            |                      | Lý Do             | China Star Entertainment             | C   |
| Cola (可乐)                                                         |                      | Từ Bính Siêu      | Ocean Butterflies Music              | B   |
| Light Up Pt. 2                                                      |                      | Lâm Du Thực       | E Star Plus                          | C   |
| Rap of China                                                        |                      | Vương Dịch        | AFSC Music Entertainent              | C   |
| Hiệu ứng bươm bướm (蝴蝶效应)                                       |                      | Trần Vũ Nông      | Sony Music                           | D   |
| Hiệu ứng bươm bướm (蝴蝶效应)                                       | Thôi Thiếu Bằng      | D                 | Sony Music                           |     |
| Hiệu ứng bươm bướm (蝴蝶效应)                                       | Tô Vũ Hàng           | D                 | Sony Music                           |     |
| Hiệu ứng bươm bướm (蝴蝶效应)                                       | Từ Phương Chu        | C                 | Sony Music                           |     |
| I Don't Wanna Fight Tonight                                         |                      | Lâu Cảnh Trạch    | Mavericks Entertainment              | D   |
| I Don't Wanna Fight Tonight                                         | Bành Sưởng Hoa       | C                 | Mavericks Entertainment              |     |
| I Don't Wanna Fight Tonight                                         | Diêu Trì             | C                 | Mavericks Entertainment              |     |
| I Don't Wanna Fight Tonight                                         | Châu Tương Hằng      | B                 | Mavericks Entertainment              |     |
| Công viên táo xanh (青苹果乐园)                                     |                      | Quản Nhạc         | CAST PLANET                          | B   |
| Công viên táo xanh (青苹果乐园)                                     | Thẩm Quần Phong      | D                 | CAST PLANET                          |     |
| Monster                                                             |                      | Hồ Xuân Dương     | Yuehua Entertainment                 | C   |
| Monster                                                             | Hồ Văn Huyên         | C                 | Yuehua Entertainment                 |     |
| Monster                                                             | Lý Vấn Hàn           | B                 | Yuehua Entertainment                 |     |
| Nhiệt huyết anh và em (热血你和我)                                  |                      | Lâm Triết Vũ      | Big Picture Universal                | C   |
| Nhiệt huyết anh và em (热血你和我)                                  | Tất Chí Hào          | C                 | Big Picture Universal                |     |
| Nhiệt huyết anh và em (热血你和我)                                  | Thiệu Hạo Phàm       | C                 | Big Picture Universal                |     |
| Nhiệt huyết anh và em (热血你和我)                                  | Ôn Khải Uy           | C                 | Big Picture Universal                |     |
| Tình yêu vĩnh viễn không mất đi (永不失联的爱)                      | Eric Châu Hưng Triết | Cốc Lam Đế        | Skylimit Culture                     | D   |
| Dã man sinh trưởng (野蛮生长)                                       |                      | Trần Hựu Duy      | Ciwen Media                          | F   |
| Diễm (焰)                                                           |                      | Đường Thư Á       | Gramarie Entertainment               | F   |
| Diễm (焰)                                                           | Ngô Thừa Trạch       | D                 | Gramarie Entertainment               |     |
| Diễm (焰)                                                           | Dương Tuyên          | D                 | Gramarie Entertainment               |     |
| Diễm (焰)                                                           | Triệu Thiên Qua      | F                 | Gramarie Entertainment               |     |
| Không rời mắt khỏi em (目不转睛)                                    |                      | Đặng Siêu Nguyên  | Show City Times                      | D   |
| Không rời mắt khỏi em (目不转睛)                                    | Hồ Gia Hào           | D                 | Show City Times                      |     |
| Không rời mắt khỏi em (目不转睛)                                    | Hạ Hãn Vũ            | B                 | Show City Times                      |     |
| Diamond                                                             |                      | Khương Thánh Dân  | Huace Media Group                    | C   |
| Diamond                                                             | Lâm Mẫn Sinh         | C                 | Huace Media Group                    |     |
| Diamond                                                             | Tề Hạo Nhiên         | D                 | Huace Media Group                    |     |
| Diamond                                                             | Thiệu Kỳ Minh        | D                 | Huace Media Group                    |     |
| Diamond                                                             | Điền Đảo             | D                 | Huace Media Group                    |     |
| Diamond                                                             | Ân Thực              | D                 | Huace Media Group                    |     |
| Thích em (喜欢你)                                                   |                      | Lý Luyện          | Boli Culture Entertainment           | F   |
| Không say không hiểu (不醉不会)                                     |                      | Châu Xuyên Quân   | Haohan Entertainment                 | F   |
| Kepler (克卜勒)                                                     | Từ Giai Oánh         | Vu Lăng Ngạo      | M Academy China                      | C   |
| Truyền nhân của rồng (龙的传人)                                     |                      | Phùng Thiên Hào   | CNC Records                          | C   |
| Truyền nhân của rồng (龙的传人)                                     | Lý Thần Dương        | C                 | CNC Records                          |     |
| Trùng phong (冲锋)                                                  |                      | Đoạn Húc Vũ       | Xshow Entertainment                  | D   |
| Tuyết chân thật (认真的雪)                                          | Tiết Chi Khiêm       | Thẩm Bác Hoài     | SDT Entertainment                    | D   |
| Tuyết chân thật (认真的雪)                                          | Tiết Chi Khiêm       | Dương Triều Dương | SDT Entertainment                    | D   |
| New World                                                           |                      | Khấu Thông        | FutureONE Entertainment              | D   |
| New World                                                           | Lưu Vũ Hàng          | D                 | FutureONE Entertainment              |     |
| New World                                                           | Ngô Phi              | D                 | FutureONE Entertainment              |     |
| New World                                                           | Dương Ninh           | D                 | FutureONE Entertainment              |     |
| Ngay một khắc này (就在这一刻)                                      |                      | Anthony           | In Hi Media                          | D   |
| Ngay một khắc này (就在这一刻)                                      | Đặng Tân             | D                 | In Hi Media                          |     |
| Ngay một khắc này (就在这一刻)                                      | Manny                | D                 | In Hi Media                          |     |
| Ngay một khắc này (就在这一刻)                                      | Khâu Bạc Hàn         | D                 | In Hi Media                          |     |
| Ngay một khắc này (就在这一刻)                                      | Vương Tân Vũ         | D                 | In Hi Media                          |     |
| Viết cho người xa lạ (给陌生的你听)                                 |                      | Trần Bá Khải      | XCSS Entertainment                   | F   |
| U U U                                                               |                      | Đinh Phi Tuấn     | AppMagics                            | D   |
| Vương quốc của tôi / We Will Rock You (我的王国 / We Will Rock You) |                      | Diệp Tử Minh      | Zhejiang Leisure Media Entertainment | D   |
| Vương quốc của tôi / We Will Rock You (我的王国 / We Will Rock You) | Lý Chi Phồn          | B                 | Zhejiang Leisure Media Entertainment |     |
| Tớ thích cậu nhường nào cậu sẽ biết thôi (我多喜欢你，你会知道)     |                      | Tôn Trạch Lâm     | New Classics Media Entertainment     | D   |
| Không có danh tự ca (没有名字的歌)                                  |                      | Thạch Tử          | New Smile Film Entertainment         | C   |
| Cơn gió mùa hạ (夏天的风)                                           |                      | Hoàng Hoành Hiên  | Shanghai You Hug Media Company       | D   |
| Dear Mom                                                            |                      | Kim Vĩnh Tiên     | China Music                          | D   |
| One shot 2.0 (一击即中2.0)                                          |                      | Bá Viễn           | White Media China                    | F   |
| One shot 2.0 (一击即中2.0)                                          | Mông Ân              | F                 | White Media China                    |     |
| One shot 2.0 (一击即中2.0)                                          | Trác Nguyên          | F                 | White Media China                    |     |
| Truy mộng cố sự (追梦的故事)                                        |                      | Lư Tuấn Kiệt      | Y Star Entertainment                 | D   |
| Cánh cửa may mắn (幸运大门)                                         |                      | Phó Hoằng Dịch    | G&Y Culture                          | F   |
| Chàng trai năng động (阳光宅男)                                     |                      | Lý Tông Lâm       | TMXY Media Entertainment             | F   |
| Nghĩ về em (想著你)                                                 | Quách Đính           | Trần Đào          | Shanghai Film and Television Company | D   |

### Xếp lớp
| Kết quả đánh giá sơ bộ | Kết quả đánh giá sơ bộ | Kết quả đánh giá sơ bộ | Kết quả đánh giá sơ bộ | Kết quả đánh giá sơ bộ | Kết quả đánh giá sơ bộ | Kết quả đánh giá sơ bộ | Kết quả đánh giá sơ bộ | Kết quả đánh giá sơ bộ | Kết quả đánh giá sơ bộ |
| Lớp                    | Thực tập sinh          | Thực tập sinh          | Thực tập sinh          | Thực tập sinh          | Thực tập sinh          | Thực tập sinh          | Thực tập sinh          | Thực tập sinh          | Thực tập sinh          |
| ---------------------- | ---------------------- | ---------------------- | ---------------------- | ---------------------- | ---------------------- | ---------------------- | ---------------------- | ---------------------- | ---------------------- |
|                        |                        |                        |                        |                        |                        |                        |                        |                        |                        |
| A                      | Không                  | Không                  | Không                  | Không                  | Không                  | Không                  | Không                  | Không                  | Không                  |
|                        |                        |                        |                        |                        |                        |                        |                        |                        |                        |
| B                      | Trần Tư Kiện           | Quản Nhạc              | Gia Nghệ               | Casper                 | Lý Vấn Hàn             | Liên Hoài Vĩ           | Vương Gia Nhất         | Hạ Hãn Vũ              | Từ Bính Siêu           |
| B                      | Diệp Tử Minh           | Châu Tương Hằng        |                        |                        |                        |                        |                        |                        |                        |
|                        |                        |                        |                        |                        |                        |                        |                        |                        |                        |
| C                      | Phùng Tuấn Kiệt        | Phùng Thiên Hào        | Hà Sưởng Hy            | Hồ Xuân Dương          | Hồ Văn Huyên           | Khương Thánh Dân       | Lý Thần Dương          | Lý Do                  | Lâm Mẫn Sinh           |
| C                      | Lâm Mạch               | Lâm Du Thực            | Lâm Triết Vũ           | Bành Sưởng Hoa         | Tất Chí Hào            | Thiệu Hạo Phàm         | Thạch Tử               | Vương Dịch             | Ôn Khải Huy            |
| C                      | Từ Phương Chu          | Diêu Trì               | Diêu Minh Minh         | Vu Lăng Ngạo           | Quyến Nam              | Châu Sĩ Nguyên         |                        |                        |                        |
|                        |                        |                        |                        |                        |                        |                        |                        |                        |                        |
| D                      | Anthony                | Trần Đào               | Trần Hữu               | Trần Vũ Nông           | Thôi Thiếu Bằng        | Daniel                 | Đặng Tân               | Đặng Siêu Nguyên       | Đinh Phi Tuấn          |
| D                      | Đoạn Húc Vũ            | Cốc Lam Đế             | Hồ Gia Hào             | Hoàng Hoành Hiên       | Kim Vĩnh Tiên          | Cận Phàm               | Khấu Thông             | Lý Hoàng Dật           | Lý Chấn Ninh           |
| D                      | Lý Chi Phồn            | Lưu Vũ Hàng            | Lâu Cảnh Trạch         | Lư Tuấn Kiệt           | Manny                  | Âu Thiên Thụy          | Tề Hạo Nhiên           | Khâu Bạc Hàn           | Thiệu Kỳ Minh          |
| D                      | Thẩm Bác Hoài          | Thẩm Quần Phong        | Sư Minh Trạch          | Thi Triển              | Tô Vũ Hàng             | Tôn Trạch Lâm          | Điền Đảo               | Vương Tân Vũ           | Văn Nghiệp Thần        |
| D                      | Ngô Thừa Trạch         | Ngô Phi                | Dương Triều Dương      | Dương Tuyên            | Dương Ninh             | Diêu Bác Lam           | Ân Thực                | Triển Vũ               |                        |
|                        |                        |                        |                        |                        |                        |                        |                        |                        |                        |
| F                      | Bá Viễn                | Xa Tuệ Hiên            | Trần Bá Khải           | Trần Hựu Duy           | Phó Hoằng Dịch         | Cao Hiểu Tùng          | Kha Khâm Minh          | Lý Luyện               | Lý Tông Lâm            |
| F                      | Mông Ân                | Đường Thư Á            | Vương Triết            | Ngô Minh               | Ngô Trạch Lâm          | Tạ Tuấn Trạch          | Hứa Lung Hạn           | Diệp Hà Lâm            | Triệu Thiên Qua        |
| F                      | Châu Xuyên Quân        | Trác Nguyên            |                        |                        |                        |                        |                        |                        |                        |

## Công diễn

### Công diễn 1: Đánh giá nhóm
Color key
- Nhóm thắng
- Nhóm trưởng
- Trung tâm

| Ca khúc                           | Ca sĩ gốc                        | Nhóm    | Tên               | Xếp hạng |
| --------------------------------- | -------------------------------- | ------- | ----------------- | -------- |
| Lửa (Fire) (火 )                  | A-Mei (Trương Huệ Muội) (張惠妹) | Group A | Hà Sưởng Hy       | 51       |
| Lửa (Fire) (火 )                  | A-Mei (Trương Huệ Muội) (張惠妹) | Group A | Lâm Mẫn Sinh      | 51       |
| Lửa (Fire) (火 )                  | A-Mei (Trương Huệ Muội) (張惠妹) | Group A | Điền Đảo          | 51       |
| Lửa (Fire) (火 )                  | A-Mei (Trương Huệ Muội) (張惠妹) | Group A | Khương Thánh Dân  | 51       |
| Lửa (Fire) (火 )                  | A-Mei (Trương Huệ Muội) (張惠妹) | Group A | Ân Thực           | 51       |
| Lửa (Fire) (火 )                  | A-Mei (Trương Huệ Muội) (張惠妹) | Group A | Tề Hạo Nhiên      | 51       |
| Lửa (Fire) (火 )                  | A-Mei (Trương Huệ Muội) (張惠妹) | Group A | Thiệu Kỳ Minh     | 51       |
| Lửa (Fire) (火 )                  | A-Mei (Trương Huệ Muội) (張惠妹) | Group B | Tô Vũ Hàng        | 12       |
| Lửa (Fire) (火 )                  | A-Mei (Trương Huệ Muội) (張惠妹) | Group B | Thôi Thiếu Bằng   | 44       |
| Lửa (Fire) (火 )                  | A-Mei (Trương Huệ Muội) (張惠妹) | Group B | Trần Vũ Nông      | 44       |
| Lửa (Fire) (火 )                  | A-Mei (Trương Huệ Muội) (張惠妹) | Group B | Lâm Triết Vũ      | 7        |
| Lửa (Fire) (火 )                  | A-Mei (Trương Huệ Muội) (張惠妹) | Group B | Tất Chí Hào       | 46       |
| Lửa (Fire) (火 )                  | A-Mei (Trương Huệ Muội) (張惠妹) | Group B | Ôn Khải Uy        | 40       |
| Lửa (Fire) (火 )                  | A-Mei (Trương Huệ Muội) (張惠妹) | Group B | Thiệu Hạo Phàm    | 10       |
| Fight (斗)                        | HIT-5                            | Group A | Phùng Thiên Hào   | 29       |
| Fight (斗)                        | HIT-5                            | Group A | Ngô Trạch Lâm     | 16       |
| Fight (斗)                        | HIT-5                            | Group A | Daniel            | 33       |
| Fight (斗)                        | HIT-5                            | Group A | Phó Hoằng Dịch    | 21       |
| Fight (斗)                        | HIT-5                            | Group A | Diêu Bác Lam      | 27       |
| Fight (斗)                        | HIT-5                            | Group A | Vu Lăng Ngạo      | 41       |
| Fight (斗)                        | HIT-5                            | Group A | Châu Xuyên Quân   | 21       |
| Fight (斗)                        | HIT-5                            | Group B | Dương Ninh        | 51       |
| Fight (斗)                        | HIT-5                            | Group B | Hồ Gia Hào        | 51       |
| Fight (斗)                        | HIT-5                            | Group B | Trần Bá Khải      | 51       |
| Fight (斗)                        | HIT-5                            | Group B | Trần Hữu          | 51       |
| Fight (斗)                        | HIT-5                            | Group B | Triệu Thiên Qua   | 51       |
| Fight (斗)                        | HIT-5                            | Group B | Lý Luyện          | 51       |
| NAMANANA                          | Trương Nghệ Hưng                 | Group A | Lâm Mạch          | 4        |
| NAMANANA                          | Trương Nghệ Hưng                 | Group A | Phùng Tuấn Kiệt   | 19       |
| NAMANANA                          | Trương Nghệ Hưng                 | Group A | Hồ Văn Huyên      | 6        |
| NAMANANA                          | Trương Nghệ Hưng                 | Group A | Trác Nguyên       | 46       |
| NAMANANA                          | Trương Nghệ Hưng                 | Group A | Bá Viễn           | 49       |
| NAMANANA                          | Trương Nghệ Hưng                 | Group B | Diêu Minh Minh    | 51       |
| NAMANANA                          | Trương Nghệ Hưng                 | Group B | Thạch Tử          | 51       |
| NAMANANA                          | Trương Nghệ Hưng                 | Group B | Lý Do             | 51       |
| NAMANANA                          | Trương Nghệ Hưng                 | Group B | Đoạn Húc Vũ       | 51       |
| Eyes Nose Lips                    | G.E.M Taeyang                    | Group A | Âu Thiên Thuỵ     | 51       |
| Eyes Nose Lips                    | G.E.M Taeyang                    | Group A | Hoàng Hoành Hiên  | 51       |
| Eyes Nose Lips                    | G.E.M Taeyang                    | Group A | Anthony           | 51       |
| Eyes Nose Lips                    | G.E.M Taeyang                    | Group A | Cốc Lam Đế        | 51       |
| Eyes Nose Lips                    | G.E.M Taeyang                    | Group A | Lý Hoàng Dật      | 51       |
| Eyes Nose Lips                    | G.E.M Taeyang                    | Group A | Mông Ân           | 51       |
| Eyes Nose Lips                    | G.E.M Taeyang                    | Group B | Châu Tương Hằng   | 37       |
| Eyes Nose Lips                    | G.E.M Taeyang                    | Group B | Lư Tuấn Kiệt      | 37       |
| Eyes Nose Lips                    | G.E.M Taeyang                    | Group B | Cao Hiểu Tùng     | 28       |
| Eyes Nose Lips                    | G.E.M Taeyang                    | Group B | Đường Thư Á       | 14       |
| Eyes Nose Lips                    | G.E.M Taeyang                    | Group B | Từ Bính Siêu      | 5        |
| Eyes Nose Lips                    | G.E.M Taeyang                    | Group B | Dương Tuyên       | 43       |
| Nhất tiếu khuynh thành (一笑倾城) | Uông Tô Lang (汪苏泷)            | Group A | Văn Nghiệp Thần   | 51       |
| Nhất tiếu khuynh thành (一笑倾城) | Uông Tô Lang (汪苏泷)            | Group A | Khưu Bác Hàn      | 51       |
| Nhất tiếu khuynh thành (一笑倾城) | Uông Tô Lang (汪苏泷)            | Group A | Xa Tuệ Hiên       | 51       |
| Nhất tiếu khuynh thành (一笑倾城) | Uông Tô Lang (汪苏泷)            | Group A | Lưu Vũ Hàng       | 51       |
| Nhất tiếu khuynh thành (一笑倾城) | Uông Tô Lang (汪苏泷)            | Group A | Lâu Cảnh Trạch    | 51       |
| Nhất tiếu khuynh thành (一笑倾城) | Uông Tô Lang (汪苏泷)            | Group A | Trần Tư Kiện      | 51       |
| Nhất tiếu khuynh thành (一笑倾城) | Uông Tô Lang (汪苏泷)            | Group B | Thẩm Bác Hoài     | 33       |
| Nhất tiếu khuynh thành (一笑倾城) | Uông Tô Lang (汪苏泷)            | Group B | Vương Dịch        | 25       |
| Nhất tiếu khuynh thành (一笑倾城) | Uông Tô Lang (汪苏泷)            | Group B | Lâm Du Thực       | 29       |
| Nhất tiếu khuynh thành (一笑倾城) | Uông Tô Lang (汪苏泷)            | Group B | Cận Phàm          | 32       |
| Nhất tiếu khuynh thành (一笑倾城) | Uông Tô Lang (汪苏泷)            | Group B | Trần Đào          | 11       |
| Nhất tiếu khuynh thành (一笑倾城) | Uông Tô Lang (汪苏泷)            | Group B | Trần Hựu Duy      | 2        |
| Thái Sơn nhà kế bên (隔壁泰山)    | A Lý Lang (Arirang) (阿里郎)     | Group A | Lý Vấn Hàn        | 15       |
| Thái Sơn nhà kế bên (隔壁泰山)    | A Lý Lang (Arirang) (阿里郎)     | Group A | Hồ Xuân Dương     | 9        |
| Thái Sơn nhà kế bên (隔壁泰山)    | A Lý Lang (Arirang) (阿里郎)     | Group A | Hạ Hãn Vũ         | 24       |
| Thái Sơn nhà kế bên (隔壁泰山)    | A Lý Lang (Arirang) (阿里郎)     | Group A | Gia Nghệ          | 6        |
| Thái Sơn nhà kế bên (隔壁泰山)    | A Lý Lang (Arirang) (阿里郎)     | Group A | Quản Nhạc         | 17       |
| Thái Sơn nhà kế bên (隔壁泰山)    | A Lý Lang (Arirang) (阿里郎)     | Group B | Casper            | 51       |
| Thái Sơn nhà kế bên (隔壁泰山)    | A Lý Lang (Arirang) (阿里郎)     | Group B | Vương Tân Vũ      | 51       |
| Thái Sơn nhà kế bên (隔壁泰山)    | A Lý Lang (Arirang) (阿里郎)     | Group B | Liên Hoài Vĩ      | 51       |
| Thái Sơn nhà kế bên (隔壁泰山)    | A Lý Lang (Arirang) (阿里郎)     | Group B | Diệp Tử Minh      | 51       |
| Thái Sơn nhà kế bên (隔壁泰山)    | A Lý Lang (Arirang) (阿里郎)     | Group B | Khấu Thông        | 51       |
| Quay lại (Reverse) (后退)         | Gen Neo                          | Group A | Lý Chấn Ninh      | 3        |
| Quay lại (Reverse) (后退)         | Gen Neo                          | Group A | Tôn Trạch Lâm     | 23       |
| Quay lại (Reverse) (后退)         | Gen Neo                          | Group A | Thi Triển         | 13       |
| Quay lại (Reverse) (后退)         | Gen Neo                          | Group A | Vương Gia Nhất    | 37       |
| Quay lại (Reverse) (后退)         | Gen Neo                          | Group A | Dương Triều Dương | 46       |
| Quay lại (Reverse) (后退)         | Gen Neo                          | Group A | Triển Vũ          | 25       |
| Quay lại (Reverse) (后退)         | Gen Neo                          | Group A | Quyến Nam         | 49       |
| Quay lại (Reverse) (后退)         | Gen Neo                          | Group B | Manny             | 51       |
| Quay lại (Reverse) (后退)         | Gen Neo                          | Group B | Từ Phương Chu     | 51       |
| Quay lại (Reverse) (后退)         | Gen Neo                          | Group B | Đặng Tân          | 51       |
| Quay lại (Reverse) (后退)         | Gen Neo                          | Group B | Lý Thần Dương     | 51       |
| Quay lại (Reverse) (后退)         | Gen Neo                          | Group B | Diêu Trì          | 51       |
| Quay lại (Reverse) (后退)         | Gen Neo                          | Group B | Châu Sĩ Nguyên    | 51       |
| Quay lại (Reverse) (后退)         | Gen Neo                          | Group B | Ngô Thừa Trạch    | 51       |
| DREAM                             | Idol Producer                    | Group A | Ngô Phi           | 51       |
| DREAM                             | Idol Producer                    | Group A | Lý Tông Lâm       | 51       |
| DREAM                             | Idol Producer                    | Group A | Ngô Minh          | 51       |
| DREAM                             | Idol Producer                    | Group A | Kha Khâm Minh     | 51       |
| DREAM                             | Idol Producer                    | Group A | Sư Minh Trạch     | 51       |
| DREAM                             | Idol Producer                    | Group A | Hứa Lung Hạn      | 51       |
| DREAM                             | Idol Producer                    | Group A | Diệp Hà Lâm       | 51       |
| DREAM                             | Idol Producer                    | Group B | Kim Vĩnh Tiên     | 35       |
| DREAM                             | Idol Producer                    | Group B | Đặng Siêu Nguyên  | 1        |
| DREAM                             | Idol Producer                    | Group B | Đinh Phi Tuấn     | 18       |
| DREAM                             | Idol Producer                    | Group B | Bành Sưởng Hoa    | 42       |
| DREAM                             | Idol Producer                    | Group B | Thẩm Quần Phong   | 31       |
| DREAM                             | Idol Producer                    | Group B | Vương Triết       | 20       |
| DREAM                             | Idol Producer                    | Group B | Tạ Tuấn Trạch     | 36       |

### Công diễn 2: Đánh giá vị trí
Phân loại màu
- Thắng
- Nhóm trưởng
- Trung tâm
- Nhóm trưởng và trung tâm

| Vị trí | Ca khúc                             | Ca sĩ gốc                        | Tên              | Xếp hạng trong nhóm | Xếp hạng vị trí | Xếp hạng tổng |
| ------ | ----------------------------------- | -------------------------------- | ---------------- | ------------------- | --------------- | ------------- |
| Vocal  | Anh chính là yêu em 你是爱我的      | A-Mei (Trương Huệ Muội) (张惠妹) | Phùng Tuấn Kiệt  | 2                   | 12              | 24            |
| Vocal  | Anh chính là yêu em 你是爱我的      | A-Mei (Trương Huệ Muội) (张惠妹) | Vương Tân Vũ     | 4                   | 18              | 42            |
| Vocal  | Anh chính là yêu em 你是爱我的      | A-Mei (Trương Huệ Muội) (张惠妹) | Bá Viễn          | 5                   | 20              | 47            |
| Vocal  | Anh chính là yêu em 你是爱我的      | A-Mei (Trương Huệ Muội) (张惠妹) | Từ Phương Chu    | 3                   | 15              | 34            |
| Vocal  | Anh chính là yêu em 你是爱我的      | A-Mei (Trương Huệ Muội) (张惠妹) | Hạ Hãn Vũ        | 1                   | 1               | 1             |
| Vocal  | Từ từ đợi (慢慢等)                  | Vi Lễ An                         | Đinh Phi Tuấn    | 1                   | 5               | 12            |
| Vocal  | Từ từ đợi (慢慢等)                  | Vi Lễ An                         | Trần Vũ Nông     | 5                   | 25              | 58            |
| Vocal  | Từ từ đợi (慢慢等)                  | Vi Lễ An                         | Lý Tông Lâm      | 4                   | 17              | 38            |
| Vocal  | Từ từ đợi (慢慢等)                  | Vi Lễ An                         | Tôn Trạch Lâm    | 2                   | 13              | 41            |
| Vocal  | Từ từ đợi (慢慢等)                  | Vi Lễ An                         | Châu Xuyên Quân  | 3                   | 16              | 35            |
| Vocal  | Làm sao vậy (怎么了)                | Eric Chou (Châu Hưng Triết)      | Lý Vấn Hàn       | 1                   | 2               | 4             |
| Vocal  | Làm sao vậy (怎么了)                | Eric Chou (Châu Hưng Triết)      | Gia Nghệ         | 3                   | 10              | 19            |
| Vocal  | Làm sao vậy (怎么了)                | Eric Chou (Châu Hưng Triết)      | Đặng Siêu Nguyên | 4                   | 11              | 23            |
| Vocal  | Làm sao vậy (怎么了)                | Eric Chou (Châu Hưng Triết)      | Vương Triết      | 5                   | 21              | 48            |
| Vocal  | Làm sao vậy (怎么了)                | Eric Chou (Châu Hưng Triết)      | Trần Đào         | 2                   | 9               | 16            |
| Vocal  | Vùng đất thất lạc (失落沙洲)        | Từ Giai Oánh                     | Diêu Trì         | 1                   | 3               | 6             |
| Vocal  | Vùng đất thất lạc (失落沙洲)        | Từ Giai Oánh                     | Lâm Triết Vũ     | 5                   | 22              | 50            |
| Vocal  | Vùng đất thất lạc (失落沙洲)        | Từ Giai Oánh                     | Thiệu Hạo Phàm   | 3                   | 14              | 33            |
| Vocal  | Vùng đất thất lạc (失落沙洲)        | Từ Giai Oánh                     | Dương Ninh       | 4                   | 19              | 46            |
| Vocal  | Vùng đất thất lạc (失落沙洲)        | Từ Giai Oánh                     | Châu Sĩ Nguyên   | 2                   | 8               | 15            |
| Vocal  | Đôi tai (耳朵)                      | Lý Vinh Hạo                      | Văn Nghiệp Thần  | 3                   | 7               | 14            |
| Vocal  | Đôi tai (耳朵)                      | Lý Vinh Hạo                      | Cốc Lam Đế       | 1                   | 4               | 7             |
| Vocal  | Đôi tai (耳朵)                      | Lý Vinh Hạo                      | Vương Gia Nhất   | 4                   | 23              | 55            |
| Vocal  | Đôi tai (耳朵)                      | Lý Vinh Hạo                      | Ôn Khải Uy       | 5                   | 24              | 57            |
| Vocal  | Đôi tai (耳朵)                      | Lý Vinh Hạo                      | Từ Bính Siêu     | 2                   | 6               | 13            |
| Dance  | Turn Up                             | NICKTHEREAL                      | Tô Vũ Hàng       | 5                   | 12              | 44            |
| Dance  | Turn Up                             | NICKTHEREAL                      | Lý Chấn Ninh     | 4                   | 7               | 25            |
| Dance  | Turn Up                             | NICKTHEREAL                      | Ân Thực          | 6                   | 16              | 60            |
| Dance  | Turn Up                             | NICKTHEREAL                      | Hồ Văn Huyên     | 2                   | 4               | 17            |
| Dance  | Turn Up                             | NICKTHEREAL                      | Diêu Minh Minh   | 3                   | 6               | 22            |
| Dance  | Turn Up                             | NICKTHEREAL                      | Quản Nhạc        | 1                   | 1               | 3             |
| Dance  | Tinh thần kỵ sĩ (骑士精神)          | Thái Y Lâm                       | Liên Hoài Vĩ     | 2                   | 5               | 18            |
| Dance  | Tinh thần kỵ sĩ (骑士精神)          | Thái Y Lâm                       | Hà Sưởng Hy      | 1                   | 2               | 10            |
| Dance  | Tinh thần kỵ sĩ (骑士精神)          | Thái Y Lâm                       | Xa Tuệ Hiên      | 5                   | 14              | 53            |
| Dance  | Tinh thần kỵ sĩ (骑士精神)          | Thái Y Lâm                       | Đặng Tân         | 6                   | 17              | 53            |
| Dance  | Tinh thần kỵ sĩ (骑士精神)          | Thái Y Lâm                       | Lâm Mạch         | 3                   | 8               | 28            |
| Dance  | Tinh thần kỵ sĩ (骑士精神)          | Thái Y Lâm                       | Diệp Hà Lâm      | 4                   | 13              | 49            |
| Dance  | Nhất bút giang hồ (一笔江湖)        | William Chan                     | Phó Hoằng Dịch   | 2                   | 9               | 31            |
| Dance  | Nhất bút giang hồ (一笔江湖)        | William Chan                     | Khấu Thông       | 3                   | 10              | 35            |
| Dance  | Nhất bút giang hồ (一笔江湖)        | William Chan                     | Lý Do            | 4                   | 11              | 39            |
| Dance  | Nhất bút giang hồ (一笔江湖)        | William Chan                     | Khưu Bác Hàn     | 5                   | 15              | 56            |
| Dance  | Nhất bút giang hồ (一笔江湖)        | William Chan                     | Hứa Lung Hãn     | 1                   | 3               | 11            |
| Rap    | Đại nhân vật (Man of Fame) (大人物) | GAI Châu Diên                    | Thẩm Quần Phong  | 2                   | 5               | 20            |
| Rap    | Đại nhân vật (Man of Fame) (大人物) | GAI Châu Diên                    | Anthony          | 5                   | 17              | 54            |
| Rap    | Đại nhân vật (Man of Fame) (大人物) | GAI Châu Diên                    | Diệp Tử Minh     | 3                   | 9               | 30            |
| Rap    | Đại nhân vật (Man of Fame) (大人物) | GAI Châu Diên                    | Thôi Thiếu Bằng  | 4                   | 13              | 43            |
| Rap    | Đại nhân vật (Man of Fame) (大人物) | GAI Châu Diên                    | Vương Dịch       | 1                   | 4               | 9             |
| Rap    | Coming Home                         | Will Pan                         | Thi Triển        | 1                   | 2               | 5             |
| Rap    | Coming Home                         | Will Pan                         | Manny            | 4                   | 14              | 45            |
| Rap    | Coming Home                         | Will Pan                         | Hồ Gia Hào       | 3                   | 11              | 40            |
| Rap    | Coming Home                         | Will Pan                         | Diêu Bác Lam     | 5                   | 15              | 50            |
| Rap    | Coming Home                         | Will Pan                         | Ngô Thừa Trạch   | 2                   | 8               | 27            |
| Rap    | Brave                               | A-Mei (Trương Huệ Muội) (张惠妹) | Trần Hựu Duy     | 3                   | 7               | 26            |
| Rap    | Brave                               | A-Mei (Trương Huệ Muội) (张惠妹) | Trần Tư Kiện     | 2                   | 5               | 20            |
| Rap    | Brave                               | A-Mei (Trương Huệ Muội) (张惠妹) | Sư Minh Trạch    | 1                   | 3               | 8             |
| Rap    | Brave                               | A-Mei (Trương Huệ Muội) (张惠妹) | Ngô Trạch Lâm    | 5                   | 12              | 41            |
| Rap    | Brave                               | A-Mei (Trương Huệ Muội) (张惠妹) | Triển Vũ         | 4                   | 11              | 37            |
| Rap    | Inner World (里世界)                | Antonin Leopold Dvoárk           | Hồ Xuân Dương    | 1                   | 1               | 2             |
| Rap    | Inner World (里世界)                | Antonin Leopold Dvoárk           | Lâm Du Thực      | 2                   | 10              | 32            |
| Rap    | Inner World (里世界)                | Antonin Leopold Dvoárk           | Trần Hữu         | 4                   | 19              | 32            |
| Rap    | Inner World (里世界)                | Antonin Leopold Dvoárk           | Tất Chí Hào      | 3                   | 17              | 52            |
| Rap    | Inner World (里世界)                | Antonin Leopold Dvoárk           | Trác Nguyên      | 5                   | 20              | 61            |

#### Xếp hạng đánh giá Vị trí (Vocal)
| Xếp hạnging of Position evaluation (Only Vocal) | Xếp hạnging of Position evaluation (Only Vocal) | Xếp hạnging of Position evaluation (Only Vocal) |
| Tên                                             | Xếp hạng                                        | Số phiếu                                        |
| ----------------------------------------------- | ----------------------------------------------- | ----------------------------------------------- |
| Hạ Hãn Vũ                                       | 1                                               | 150,362                                         |
| Lý Vấn Hàn                                      | 2                                               | 50,305                                          |
| Diêu Trì                                        | 3                                               | 50,256                                          |
| Cốc Lam Đế                                      | 4                                               | 50,251                                          |
| Đinh Phi Tuấn                                   | 5                                               | 50,202                                          |
| Từ Bính Siêu                                    | 6                                               | 240                                             |
| Văn Nghiệp Thần                                 | 7                                               | 236                                             |
| Châu Sĩ Nguyên                                  | 8                                               | 218                                             |
| Trần Đào                                        | 9                                               | 215                                             |
| Gia Nghệ                                        | 10                                              | 207                                             |
| Đặng Siêu Nguyên                                | 11                                              | 201                                             |
| Phùng Tuấn Kiệt                                 | 12                                              | 196                                             |
| Tôn Trạch Lâm                                   | 13                                              | 175                                             |
| Thiệu Hạo Phàm                                  | 14                                              | 149                                             |
| Từ Phương Chu                                   | 15                                              | 147                                             |
| Châu Xuyên Quân                                 | 16                                              | 133                                             |
| Lý Tông Lâm                                     | 17                                              | 115                                             |
| Vương Tân Vũ                                    | 18                                              | 95                                              |
| Dương Ninh                                      | 19                                              | 84                                              |
| Bá Viễn                                         | 20                                              | 82                                              |
| Vương Triết                                     | 21                                              | 78                                              |
| Lâm Triết Vũ                                    | 22                                              | 70                                              |
| Vương Gia Nhất                                  | 23                                              | 58                                              |
| Ôn Khải Uy                                      | 24                                              | 55                                              |
| Trần Vũ Nông                                    | 25                                              | 52                                              |

#### Xếp hạng đánh giá vị trí (Dance)
| Xếp hạng đánh giá vị trí (Dance) | Xếp hạng đánh giá vị trí (Dance) | Xếp hạng đánh giá vị trí (Dance) |
| Tên                              | Xếp hạng                         | Số phiếu                         |
| -------------------------------- | -------------------------------- | -------------------------------- |
| Quản Nhạc                        | 1                                | 150,228                          |
| Hà Sưởng Hy                      | 2                                | 50,211                           |
| Hứa Lung Hạn                     | 3                                | 50,209                           |
| Hồ Văn Huyên                     | 4                                | 210                              |
| Liên Hoài Vĩ                     | 5                                | 208                              |
| Diêu Minh Minh                   | 6                                | 202                              |
| Lý Chấn Ninh                     | 7                                | 185                              |
| Lâm Mạch                         | 8                                | 176                              |
| Phó Hoằng Dịch                   | 9                                | 171                              |
| Khấu Thông                       | 10                               | 133                              |
| Lý Do                            | 11                               | 109                              |
| Tô Vũ Hàng                       | 12                               | 88                               |
| Diệp Hà Lâm                      | 13                               | 73                               |
| Xa Tuệ Hiên                      | 14                               | 62                               |
| Khâu Bạc Hàn                     | 15                               | 57                               |
| Ân Thực                          | 16                               | 33                               |
| Đặng Tân                         | 17                               | 32                               |

#### Xếp hạng đánh giá vị trí (Rap)
| Xếp hạng đánh giá vị trí (Rap) | Xếp hạng đánh giá vị trí (Rap) | Xếp hạng đánh giá vị trí (Rap) |
| Tên                            | Xếp hạng                       | Số phiếu                       |
| ------------------------------ | ------------------------------ | ------------------------------ |
| Hồ Xuân Dương                  | 1                              | 150,272                        |
| Thi Triển                      | 2                              | 50,258                         |
| Sư Minh Trạch                  | 3                              | 50,245                         |
| Vương Dịch                     | 4                              | 50,214                         |
| Trần Tư Kiện                   | 5                              | 203                            |
| Thẩm Quần Phong                | 5                              | 203                            |
| Trần Hựu Duy                   | 7                              | 179                            |
| Ngô Thừa Trạch                 | 8                              | 178                            |
| Diệp Tử Minh                   | 9                              | 172                            |
| Lâm Du Thực                    | 10                             | 167                            |
| Triển Vũ                       | 11                             | 127                            |
| Hồ Gia Hào                     | 12                             | 103                            |
| Ngô Trạch Lâm                  | 13                             | 96                             |
| Thôi Thiếu Bằng                | 14                             | 91                             |
| Manny                          | 15                             | 85                             |
| Diêu Bác Lam                   | 16                             | 70                             |
| Tất Chí Hào                    | 17                             | 66                             |
| Anthony                        | 18                             | 61                             |
| Trần Hữu                       | 19                             | 45                             |
| Trác Nguyên                    | 20                             | 32                             |

#### Xếp hạng đánh giá vị trí
| Xếp hạng đánh giá vị trí | Xếp hạng đánh giá vị trí | Xếp hạng đánh giá vị trí |
| Tên                      | Xếp hạng                 | Số phiếu                 |
| ------------------------ | ------------------------ | ------------------------ |
| Hạ Hãn Vũ                | 1                        | 150,362                  |
| Hồ Xuân Dương            | 2                        | 150,272                  |
| Quản Nhạc                | 3                        | 150,228                  |
| Lý Vấn Hàn               | 4                        | 50,305                   |
| Thi Triển                | 5                        | 50,258                   |
| Diêu Trì                 | 6                        | 50,256                   |
| Cốc Lam Đế               | 7                        | 50,251                   |
| Sư Minh Trạch            | 8                        | 50,245                   |
| Vương Dịch               | 9                        | 50,214                   |
| Hà Sưởng Hy              | 10                       | 50,211                   |
| Hứa Lung Hạn             | 11                       | 50,209                   |
| Đinh Phi Tuấn            | 12                       | 50,202                   |
| Từ Bính Siêu             | 13                       | 240                      |
| Văn Nghiệp Thần          | 14                       | 236                      |
| Châu Sĩ Nguyên           | 15                       | 218                      |
| Trần Đào                 | 16                       | 215                      |
| Hồ Văn Huyên             | 17                       | 210                      |
| Liên Hoài Vĩ             | 18                       | 208                      |
| Gia Nghệ                 | 19                       | 207                      |
| Trần Tư Kiện             | 20                       | 203                      |
| Thẩm Quần Phong          | 20                       | 203                      |
| Diêu Minh Minh           | 22                       | 202                      |
| Đặng Siêu Nguyên         | 23                       | 201                      |
| Phùng Tuấn Kiệt          | 24                       | 196                      |
| Lý Chấn Ninh             | 25                       | 185                      |
| Trần Hựu Duy             | 26                       | 179                      |
| Ngô Thừa Trạch           | 27                       | 178                      |
| Lâm Mạch                 | 28                       | 176                      |
| Tôn Trạch Lâm            | 29                       | 175                      |
| Diệp Tử Minh             | 30                       | 172                      |
| Phó Hoằng Dịch           | 31                       | 171                      |
| Lâm Du Thực              | 32                       | 167                      |
| Thiệu Hạo Phàm           | 33                       | 149                      |
| Từ Phương Chu            | 34                       | 147                      |
| Khấu Thông               | 35                       | 133                      |
| Châu Xuyên Quân          | 35                       | 133                      |
| Triển Vũ                 | 37                       | 127                      |
| Lý Tông Lâm              | 38                       | 115                      |
| Lý Do                    | 39                       | 109                      |
| Hồ Gia Hào               | 40                       | 103                      |
| Ngô Trạch Lâm            | 41                       | 96                       |
| Vương Tân Vũ             | 42                       | 95                       |
| Thôi Thiếu Bằng          | 43                       | 91                       |
| Tô Vũ Hàng               | 44                       | 88                       |
| Manny                    | 45                       | 85                       |
| Dương Ninh               | 46                       | 84                       |
| Bá Viễn                  | 47                       | 82                       |
| Vương Triết              | 48                       | 78                       |
| Diệp Hà Lâm              | 49                       | 73                       |
| Lâm Triết Vũ             | 50                       | 70                       |
| Diêu Bác Lam             | 50                       | 70                       |
| Tất Chí Hào              | 52                       | 66                       |
| Xa Tuệ Hiên              | 53                       | 62                       |
| Anthony                  | 54                       | 61                       |
| Vương Gia Nhất           | 55                       | 58                       |
| Khâu Bạc Hàn             | 56                       | 57                       |
| Ôn Khải Uy               | 57                       | 55                       |
| Trần Vũ Nông             | 58                       | 52                       |
| Trần Hữu                 | 59                       | 45                       |
| Ân Thực                  | 60                       | 33                       |
| Đặng Tân                 | 61                       | 32                       |
| Trác Nguyên              | 61                       | 32                       |

### Công diễn 3: Đánh giá Concept
Phân loại màu
- Thắng
- Nhóm trưởng
- Trung tâm

| Danh sách Đánh giá Concept ( Đã điều chỉnh) | Danh sách Đánh giá Concept ( Đã điều chỉnh) | Danh sách Đánh giá Concept ( Đã điều chỉnh) | Danh sách Đánh giá Concept ( Đã điều chỉnh) | Danh sách Đánh giá Concept ( Đã điều chỉnh) | Danh sách Đánh giá Concept ( Đã điều chỉnh) |
| Loại                                        | Ca khúc                                     | Tên nhóm                                    | Tên                                         | Số phiếu cá nhân                            | Số phiếu nhóm                               |
| ------------------------------------------- | ------------------------------------------- | ------------------------------------------- | ------------------------------------------- | ------------------------------------------- | ------------------------------------------- |
| Future trap pop                             | Trọng tố (Rebuild) (重塑)                   | Re-Biuiuiuiuiu Biu                          | Diêu Minh Minh                              | 21                                          | 270                                         |
| Future trap pop                             | Trọng tố (Rebuild) (重塑)                   | Re-Biuiuiuiuiu Biu                          | Lý Chấn Ninh                                | 24                                          | 270                                         |
| Future trap pop                             | Trọng tố (Rebuild) (重塑)                   | Re-Biuiuiuiuiu Biu                          | Sư Minh Trạch                               | 14                                          | 270                                         |
| Future trap pop                             | Trọng tố (Rebuild) (重塑)                   | Re-Biuiuiuiuiu Biu                          | Lý Vấn Hàn                                  | 129                                         | 270                                         |
| Future trap pop                             | Trọng tố (Rebuild) (重塑)                   | Re-Biuiuiuiuiu Biu                          | Bá Viễn                                     | 4                                           | 270                                         |
| Future trap pop                             | Trọng tố (Rebuild) (重塑)                   | Re-Biuiuiuiuiu Biu                          | Hồ Xuân Dương                               | 44                                          | 270                                         |
| Future trap pop                             | Trọng tố (Rebuild) (重塑)                   | Re-Biuiuiuiuiu Biu                          | Hà Sưởng Hy                                 | 34                                          | 270                                         |
| Hip Hop                                     | Time                                        | Eight Treasure Congee                       | Lâm Du Thực                                 | 3                                           | 34                                          |
| Hip Hop                                     | Time                                        | Eight Treasure Congee                       | Tôn Trạch Lâm                               | 5                                           | 34                                          |
| Hip Hop                                     | Time                                        | Eight Treasure Congee                       | Ngô Trạch Lâm                               | 2                                           | 34                                          |
| Hip Hop                                     | Time                                        | Eight Treasure Congee                       | Từ Phương Chu                               | 5                                           | 34                                          |
| Hip Hop                                     | Time                                        | Eight Treasure Congee                       | Hứa Lung Hạn                                | 2                                           | 34                                          |
| Hip Hop                                     | Time                                        | Eight Treasure Congee                       | Thiệu Hạo Phàm                              | 5                                           | 34                                          |
| Hip Hop                                     | Time                                        | Eight Treasure Congee                       | Vương Dịch                                  | 3                                           | 34                                          |
| Hip Hop                                     | Time                                        | Eight Treasure Congee                       | Trần Tư Kiện                                | 9                                           | 34                                          |
| Future pop                                  | Mồi lửa (火种)                              | Team Prosperous-dazed-hahahaha              | Gia Nghệ                                    | 39                                          | 180                                         |
| Future pop                                  | Mồi lửa (火种)                              | Team Prosperous-dazed-hahahaha              | Đặng Siêu Nguyên                            | 33                                          | 180                                         |
| Future pop                                  | Mồi lửa (火种)                              | Team Prosperous-dazed-hahahaha              | Lâm Mạch                                    | 18                                          | 180                                         |
| Future pop                                  | Mồi lửa (火种)                              | Team Prosperous-dazed-hahahaha              | Trần Hựu Duy                                | 32                                          | 180                                         |
| Future pop                                  | Mồi lửa (火种)                              | Team Prosperous-dazed-hahahaha              | Liên Hoài Vĩ                                | 30                                          | 180                                         |
| Future pop                                  | Mồi lửa (火种)                              | Team Prosperous-dazed-hahahaha              | Văn Nghiệp Thần                             | 6                                           | 180                                         |
| Future pop                                  | Mồi lửa (火种)                              | Team Prosperous-dazed-hahahaha              | Triển Vũ                                    | 6                                           | 180                                         |
| Future pop                                  | Mồi lửa (火种)                              | Team Prosperous-dazed-hahahaha              | Trần Đào                                    | 16                                          | 180                                         |
| Pop                                         | Mê cung (迷宫)                              | Youth Kindergarten                          | Vương Triết                                 | 15                                          | 158                                         |
| Pop                                         | Mê cung (迷宫)                              | Youth Kindergarten                          | Thi Triển                                   | 46                                          | 158                                         |
| Pop                                         | Mê cung (迷宫)                              | Youth Kindergarten                          | Hồ Văn Huyên                                | 21                                          | 158                                         |
| Pop                                         | Mê cung (迷宫)                              | Youth Kindergarten                          | Đinh Phi Tuấn                               | 5                                           | 158                                         |
| Pop                                         | Mê cung (迷宫)                              | Youth Kindergarten                          | Quản Nhạc                                   | 52                                          | 158                                         |
| Pop                                         | Mê cung (迷宫)                              | Youth Kindergarten                          | Lý Tông Lâm                                 | 6                                           | 158                                         |
| Pop                                         | Mê cung (迷宫)                              | Youth Kindergarten                          | Ngô Thừa Trạch                              | 1                                           | 158                                         |
| Pop                                         | Mê cung (迷宫)                              | Youth Kindergarten                          | Từ Bính Siêu                                | 12                                          | 158                                         |
| Pop ballad                                  | I'm Sorry                                   | I'm Sorry Why is it like this               | Vương Gia Nhất                              | 4                                           | 96                                          |
| Pop ballad                                  | I'm Sorry                                   | I'm Sorry Why is it like this               | Cốc Lam Đế                                  | 20                                          | 96                                          |
| Pop ballad                                  | I'm Sorry                                   | I'm Sorry Why is it like this               | Diêu Trì                                    | 34                                          | 96                                          |
| Pop ballad                                  | I'm Sorry                                   | I'm Sorry Why is it like this               | Phùng Tuấn Kiệt                             | 3                                           | 96                                          |
| Pop ballad                                  | I'm Sorry                                   | I'm Sorry Why is it like this               | Thẩm Quần Phong                             | 5                                           | 96                                          |
| Pop ballad                                  | I'm Sorry                                   | I'm Sorry Why is it like this               | Châu Sĩ Nguyên                              | 7                                           | 96                                          |
| Pop ballad                                  | I'm Sorry                                   | I'm Sorry Why is it like this               | Hạ Hãn Vũ                                   | 23                                          | 96                                          |

### Công diễn 4: Giai đoạn hợp tác cố vấn
| Ca khúc                       | Cố vấn             | Thực tập sinh    |
| ----------------------------- | ------------------ | ---------------- |
| Give Me A Chance              | Trương Nghệ Hưng   | Lý Vấn Hàn       |
| Give Me A Chance              | Trương Nghệ Hưng   | Diêu Minh Minh   |
| Give Me A Chance              | Trương Nghệ Hưng   | Hồ Văn Huyên     |
| Give Me A Chance              | Trương Nghệ Hưng   | Lâm Mạch         |
| Give Me A Chance              | Trương Nghệ Hưng   | Vương Gia Nhất   |
| Give Me A Chance              | Trương Nghệ Hưng   | Hứa Lung Hạn     |
| Give Me A Chance              | Trương Nghệ Hưng   | Từ Phương Chu    |
| Oan gia ngõ hẹp (王牌冤家)    | Lý Vinh Hạo        | Thi Triển        |
| Oan gia ngõ hẹp (王牌冤家)    | Lý Vinh Hạo        | Hà Sưởng Hy      |
| Oan gia ngõ hẹp (王牌冤家)    | Lý Vinh Hạo        | Từ Bính Siêu     |
| Oan gia ngõ hẹp (王牌冤家)    | Lý Vinh Hạo        | Đinh Phi Tuấn    |
| Oan gia ngõ hẹp (王牌冤家)    | Lý Vinh Hạo        | Lý Tông Lâm      |
| Oan gia ngõ hẹp (王牌冤家)    | Lý Vinh Hạo        | Thiệu Hạo Phàm   |
| Oan gia ngõ hẹp (王牌冤家)    | Lý Vinh Hạo        | Lâm Du Thực      |
| Đẹp lạ (Ugly Beauty) (怪美的) | Thái Y Lâm         | Gia Nghệ         |
| Đẹp lạ (Ugly Beauty) (怪美的) | Thái Y Lâm         | Quản Nhạc        |
| Đẹp lạ (Ugly Beauty) (怪美的) | Thái Y Lâm         | Liên Hoài Vĩ     |
| Đẹp lạ (Ugly Beauty) (怪美的) | Thái Y Lâm         | Phùng Tuấn Kiệt  |
| Đẹp lạ (Ugly Beauty) (怪美的) | Thái Y Lâm         | Tôn Trạch Lâm    |
| HIGHLIGHT                     | Từ Minh Hạo (The8) | Lý Chấn Ninh     |
| HIGHLIGHT                     | Từ Minh Hạo (The8) | Sư Minh Trạch    |
| HIGHLIGHT                     | Từ Minh Hạo (The8) | Văn Nghiệp Thần  |
| HIGHLIGHT                     | Từ Minh Hạo (The8) | Thẩm Quần Phong  |
| HIGHLIGHT                     | Từ Minh Hạo (The8) | Ngô Trạch Lâm    |
| HIGHLIGHT                     | Từ Minh Hạo (The8) | Triển Vũ         |
| HIGHLIGHT                     | Từ Minh Hạo (The8) | Bá Viễn          |
| Debut                         | MC Jin             | Trần Hựu Duy     |
| Debut                         | MC Jin             | Hồ Xuân Dương    |
| Debut                         | MC Jin             | Trần Tư Kiện     |
| Debut                         | MC Jin             | Diêu Trì         |
| Debut                         | MC Jin             | Vương Dịch       |
| Debut                         | MC Jin             | Cốc Lam Đế       |
| Ti Amo remix (通过验证)       | After Journey      | Hạ Hàn Vũ        |
| Ti Amo remix (通过验证)       | After Journey      | Đặng Siêu Nguyên |
| Ti Amo remix (通过验证)       | After Journey      | Châu Sĩ Nguyên   |
| Ti Amo remix (通过验证)       | After Journey      | Vương Triết      |
| Ti Amo remix (通过验证)       | After Journey      | Ngô Thừa Trạch   |
| Ti Amo remix (通过验证)       | After Journey      | Trần Đào         |

### Công diễn 5: Màn trình diễn cuối cùng
Phân loại màu
- Nhóm trưởng
- Trung tâm

| Ca khúc       | Vị trí    | Thực tập sinh    |
| ------------- | --------- | ---------------- |
| Màu ấm (暖色) | Hát chính | Từ Phương Chu    |
| Màu ấm (暖色) | Hát phụ 1 | Quản Nhạc        |
| Màu ấm (暖色) | Hát phụ 2 | Thiệu Hạo Phàm   |
| Màu ấm (暖色) | Hát phụ 3 | Trần Đào         |
| Màu ấm (暖色) | Hát phụ 4 | Gia Nghệ         |
| Màu ấm (暖色) | Hát phụ 5 | Thi Triển        |
| Màu ấm (暖色) | Hát phụ 6 | Diêu Trì         |
| Màu ấm (暖色) | Hát phụ 7 | Vương Triết      |
| Màu ấm (暖色) | Hát phụ 8 | Lý Chấn Ninh     |
| Màu ấm (暖色) | Rap 1     | Đặng Siêu Nguyên |
| Màu ấm (暖色) | Rap 2     | Ngô Thừa Trạch   |
| The Last Day  | Hát chính | Hạ Hãn Vũ        |
| The Last Day  | Hát phụ 1 | Lý Vấn Hàn       |
| The Last Day  | Hát phụ 2 | Châu Sĩ Nguyên   |
| The Last Day  | Hát phụ 3 | Liên Hoài Vĩ     |
| The Last Day  | Hát phụ 4 | Lâm Mạch         |
| The Last Day  | Hát phụ 5 | Hà Sưởng Hy      |
| The Last Day  | Hát phụ 6 | Trần Hựu Duy     |
| The Last Day  | Hát phụ 7 | Trần Tư Kiện     |
| The Last Day  | Hát phụ 8 | Phùng Tuấn Kiệt  |
| The Last Day  | Rap 1     | Diêu Minh Minh   |
| The Last Day  | Rap 2     | Hồ Xuân Dương    |